# Дания
Да́ния (дат. Danmark [ˈtænmɑk]), официально — Короле́вство Да́ния (дат. Kongeriget Danmark [ˈkʰɔŋəʁiːð̩ ˈtænmɑk]) — государство в Северной Европе, старший член содружества Датского Соединённого королевства, в состав которого также входят Фарерские острова и автономная территория Гренландия.
Дания — самая южная из скандинавских стран; расположена к юго-западу от Швеции и к югу от Норвегии, с юга граничит с Германией. Кроме того, граничит с Канадой (Остров Ханса) по суше. Омывается Балтийским и Северным морями. Территория страны включает в себя большой полуостров Ютландия и 409 островов Датского архипелага, среди которых наиболее известны Зеландия, Фюн, Венсюссель-Ти, Лолланн, Фальстер и Борнхольм.
Население на февраль 2024 года — 5 962 689 человека. Площадь Дании — 43 094 км². Плотность населения — 138,36 чел/км². На сегодняшний день государство является наиболее густонаселённым в Скандинавии.
Столица и крупнейший город — Копенгаген, другие крупные города — Орхус, Оденсе, Ольборг, Эсбьерг, Раннерс, Хорсенс и Коллинг. Государственный язык — датский; на Фарерских островах основным языком является фарерский, а в Гренландии — гренландский.
Дания — унитарное государство и конституционная монархия; главой государства является монарх, осуществляющий законодательную власть совместно с однопалатным парламентом — Фолькетингом (179 депутатов). Страна — также член Евросоюза с 1973 года, но до сих пор не входит в Еврозону. Является одним из основателей НАТО и Организации экономического сотрудничества и развития. На 2025—2026 года была избрана непостоянным членом Совета Безопасности ООН.

## Этимология
Этимология топонима «Дания» (Danmark) в настоящее время точно не выяснена и остаётся предметом научных споров; в источниках V—VI вв. упоминается древнегерманское племя даны, жившее на Ютландском п-ове. В IX в. при административном устройстве пограничных земель империи Карла Великого была образована Danmark — «датская марка» (марка — др.-верх.-нем. «граница, пограничные земли»), ставшая в XI в. государством Danmark.

## География

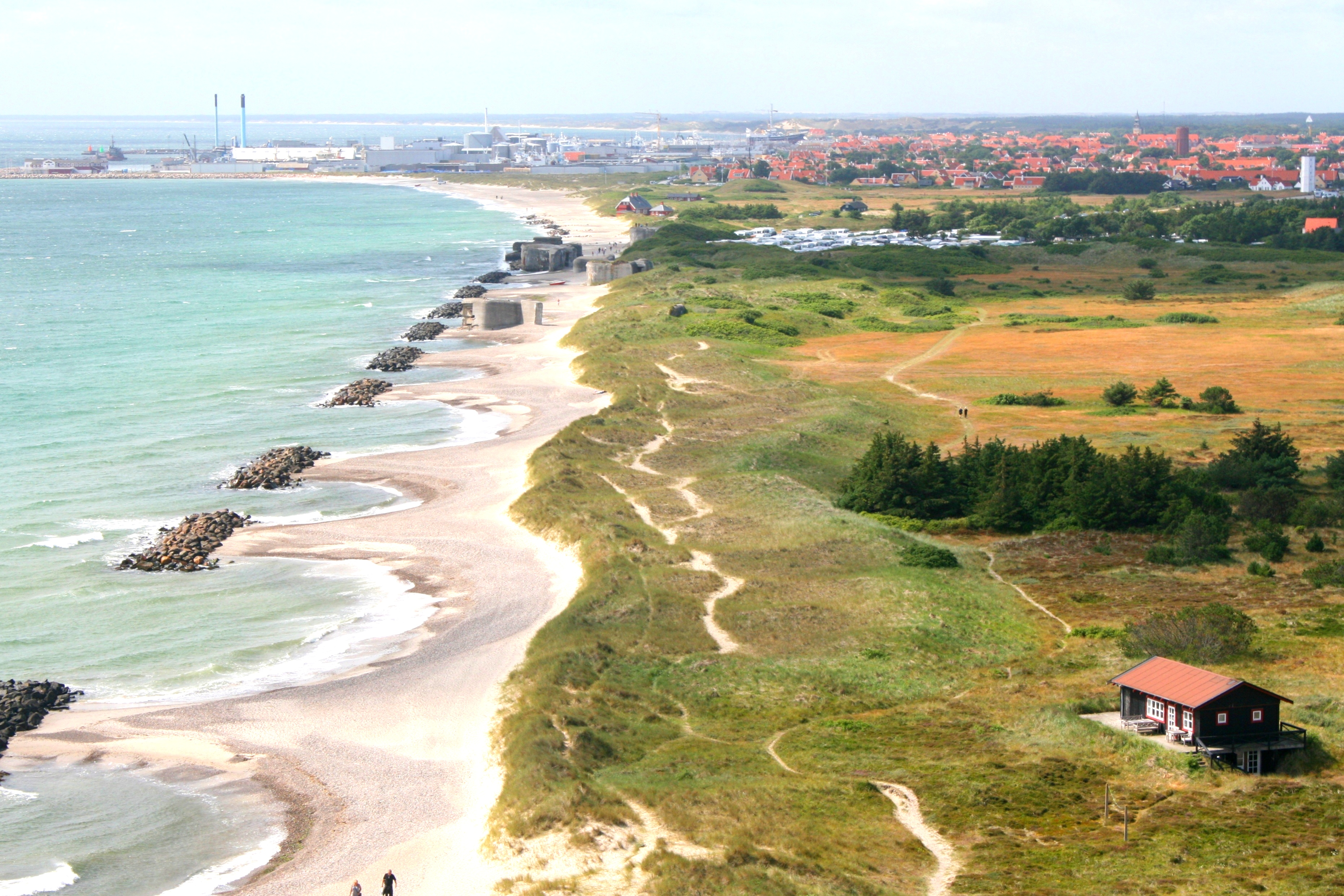
Скаген

Дания расположена на полуострове Ютландия и островах Фюн, Зеландия, Фальстер, Лолланн, Борнхольм, части Северо-Фризских и др. На юге полуострова Ютландия Дания граничит с Германией.
Омывается Северным и Балтийским морями; пролив Скагеррак отделяет Данию от Норвегии, а проливы Каттегат и Эресунн — от Швеции. Формально в состав Дании входит самый крупный в мире остров — Гренландия, а также Фарерские острова, однако эти территории пользуются самоуправлением, делающим их почти независимыми.
Площадь, занимаемая сушей, — 42 394 км²; водой — 700 км². Высшая точка — Идинг-Сковхой (173 м), низшая — Ламмефьорд (−7 м). Протяжённость границ с Германией — 67 км. Протяжённость береговой линии — 7314 км.
Ландшафт страны низменный. Рельеф равнинный со следами оледенения. На западе Ютландии расположены песчаные и моренные равнины, на севере и востоке — холмистый рельеф с грядами морен высотой до 173 м и многочисленными озёрами. Преобладают небольшие реки, наиболее значительная из них — Гудено. На равнине расположены многочисленные небольшие проточные озёра ледникового происхождения.

### Климат
Климат умеренный, морской, с мягкой неустойчивой зимой, прохладным летом и растянутыми переходными сезонами. Средняя температура февраля — −1…0 °C, июля — +15…+17 °C.

### Растительный и животный мир

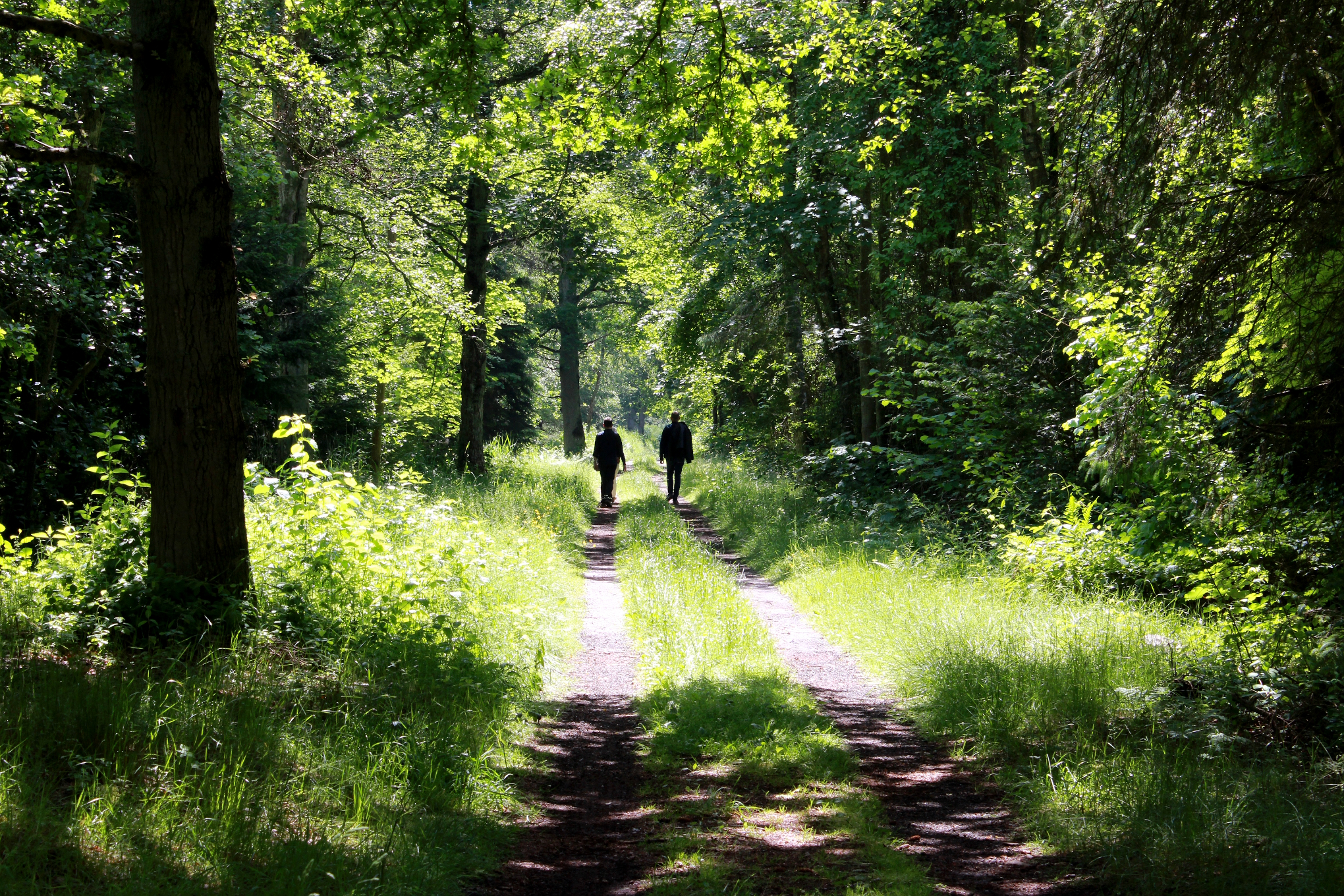
Лес в Дании

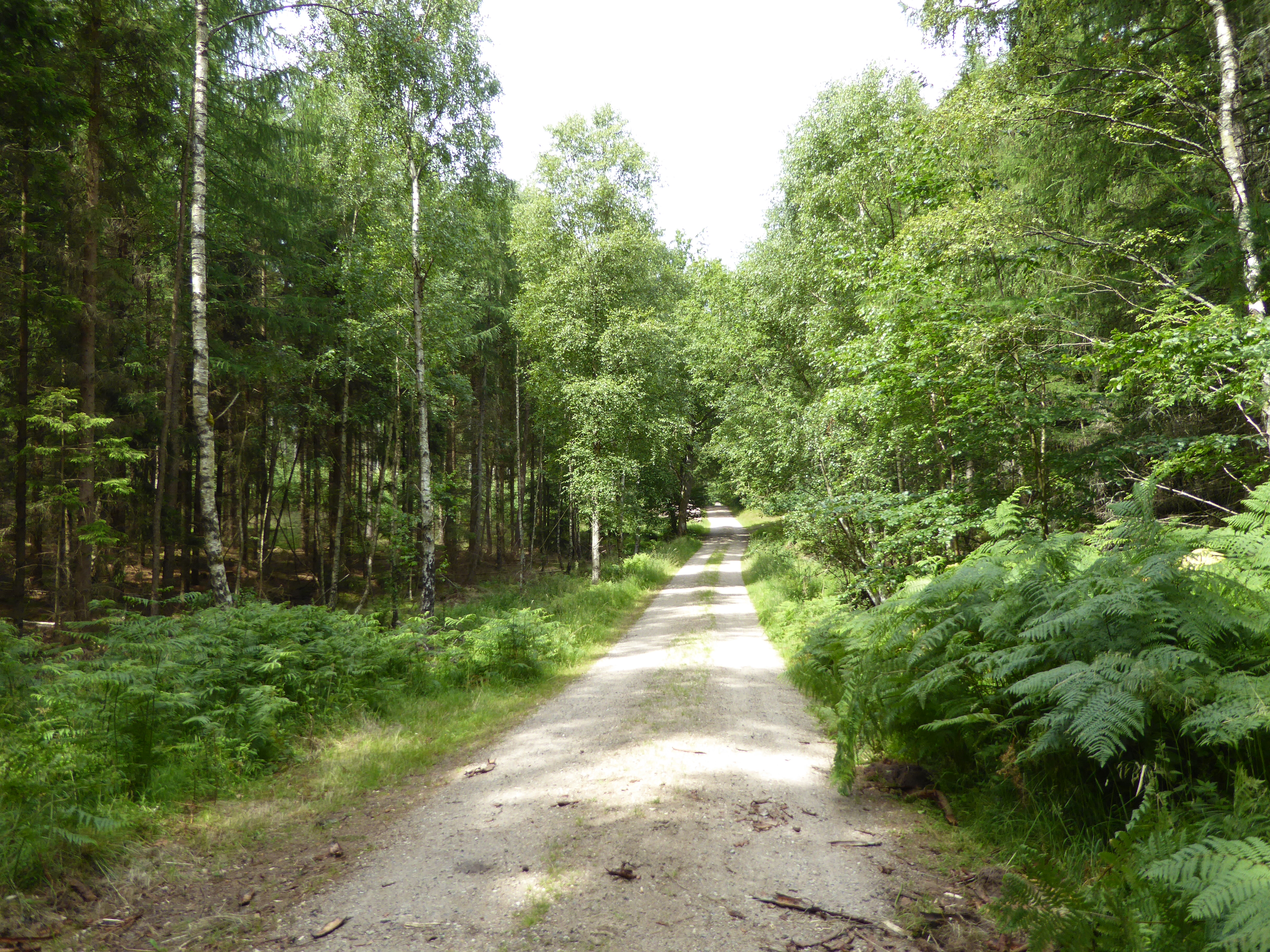
Папоротник орляк

Ландшафты Дании относятся к одному из трёх типов: сельскохозяйственные угодья, безлесные сообщества (луга, болота, вересковые пустоши) и лесные насаждения. Леса, по состоянию на 2005 г., занимают около 13 % территории страны. Коренные широколиственные (буковые и дубовые) леса были уничтожены в ходе освоения территории; в настоящее время ежегодно высаживается около 3000 га лесов. На островах преобладают окультуренные дубовые леса, на Ютландском полуострове — хвойные (ель обыкновенная, сосны).
На территории Дании обитает 49 видов млекопитающих, из них 19 включены в Красную книгу Дании. Большинство из них — грызуны и насекомоядные. В лесах сохранились косуля и благородный олень, в водах Северного моря — балтийская нерпа, обыкновенный тюлень, длинномордый тюлень. С 1850 года утрачено около 350 аборигенных видов животных и растений.

## Население
С 1900 года население Дании в млн человек, естественный прирост на 1000 человек, миграционный прирост (на 1000 человек) и суммарный коэффициент рождаемости (2,1 уровень воспроизводства населения).

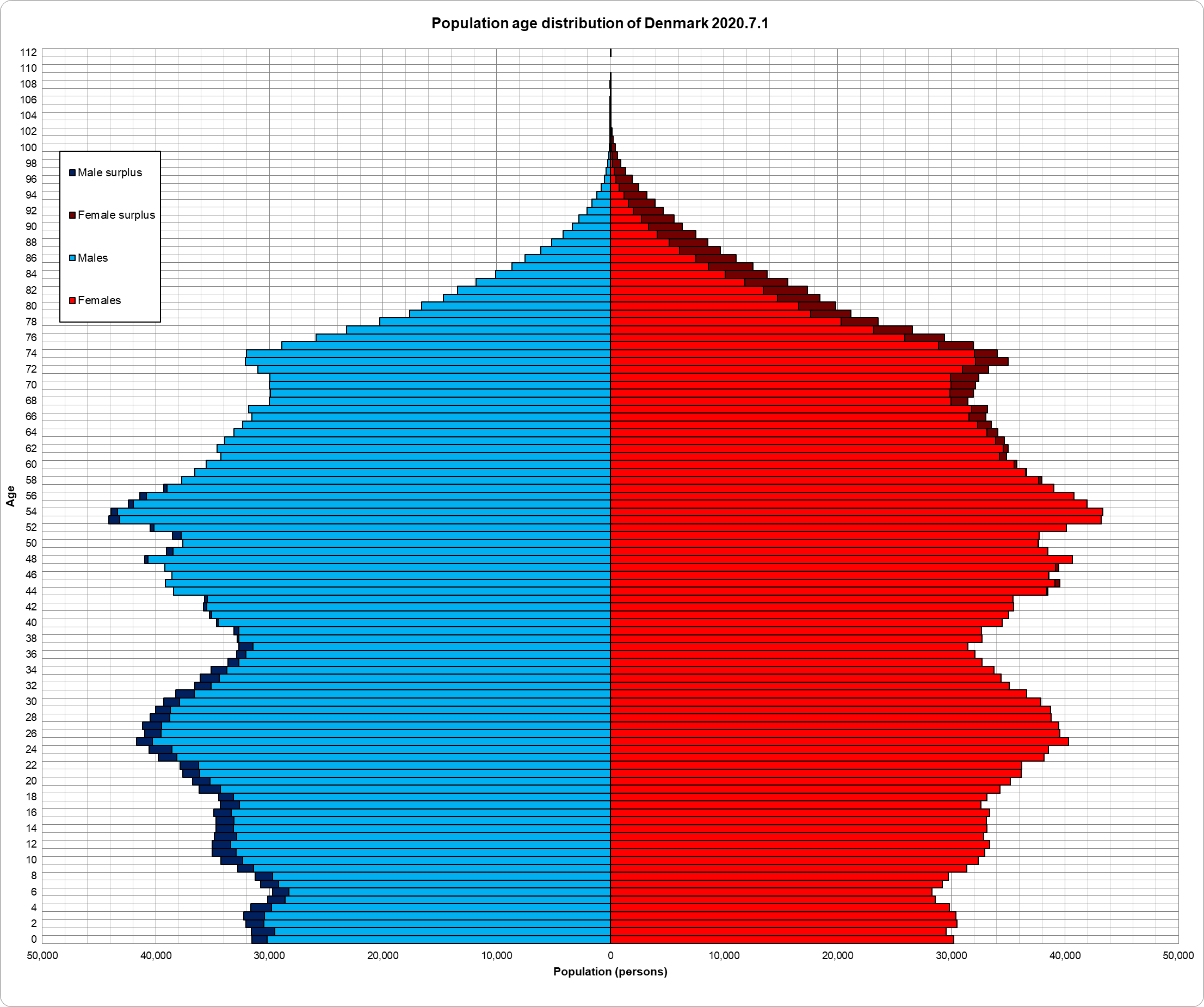
Возрастно-половая пирамида населения Дании на 2020 год

Население Дании на второй квартал 2021 года — 5 843 347 человек. Крупнейшие города — Копенгаген (1 096 187 чел.), Орхус (219 003 чел.), Оденсе (145 300 чел.), Ольборг (120 059 чел.).
- Средняя продолжительность жизни — 79,52 лет у мужчин, 83,51 — у женщин (2021 год)[16].
- Возрастной состав: до 14 лет — 16,42 %; от 15 лет до 64 лет — 63,67 %; от 65 лет и старше — 19,91 % (2020 год)[16].
- Средний возраст населения: населения в целом — 42 года; мужчин — 40,9 лет; женщин — 43,1 года (2020 год)[16].
- Учащихся — около 1 млн.
- Семей — более 2 млн.

Бо́льшая часть населения — скандинавского происхождения, малые группы составляют инуиты (или эскимосы, из Гренландии), фарерцы, немцы, фризы и иммигранты. По данным официальной статистики, в 2003 году иммигранты составляли 6,2 % населения.

### Языки
Датский язык — единственный государственный язык Дании, входящий в состав германской ветви индоевропейских языков. Он близок шведскому и норвежскому языкам и делится на несколько диалектов. На нём говорят на всей территории страны, хотя небольшая часть населения, проживающего на границе с Германией, также говорит на немецком. Многие датчане хорошо владеют английским, особенно жители крупных городов и молодёжь, которая изучает английский в школах.
На Фарерских островах используется также другой скандинавский язык — фарерский. В автономной Гренландии, кроме датского, официальный статус имеет язык коренного населения — эскимосско-алеутский гренландский язык.

### Религия

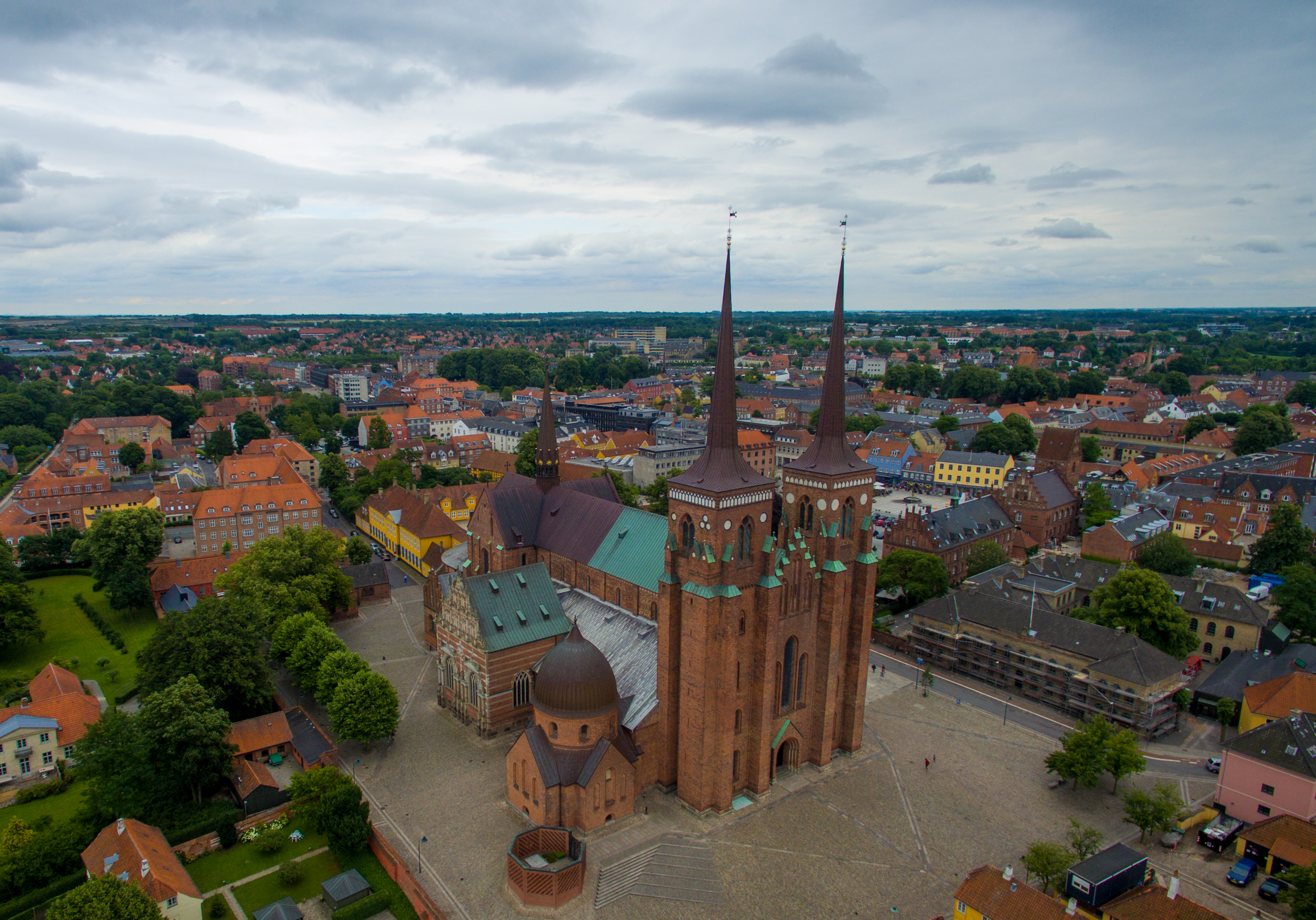
Собор Роскилле главный собор Дании, усыпальница датских королей c XVI века. Внесён в 1995 году в список всемирного наследия ЮНЕСКО.

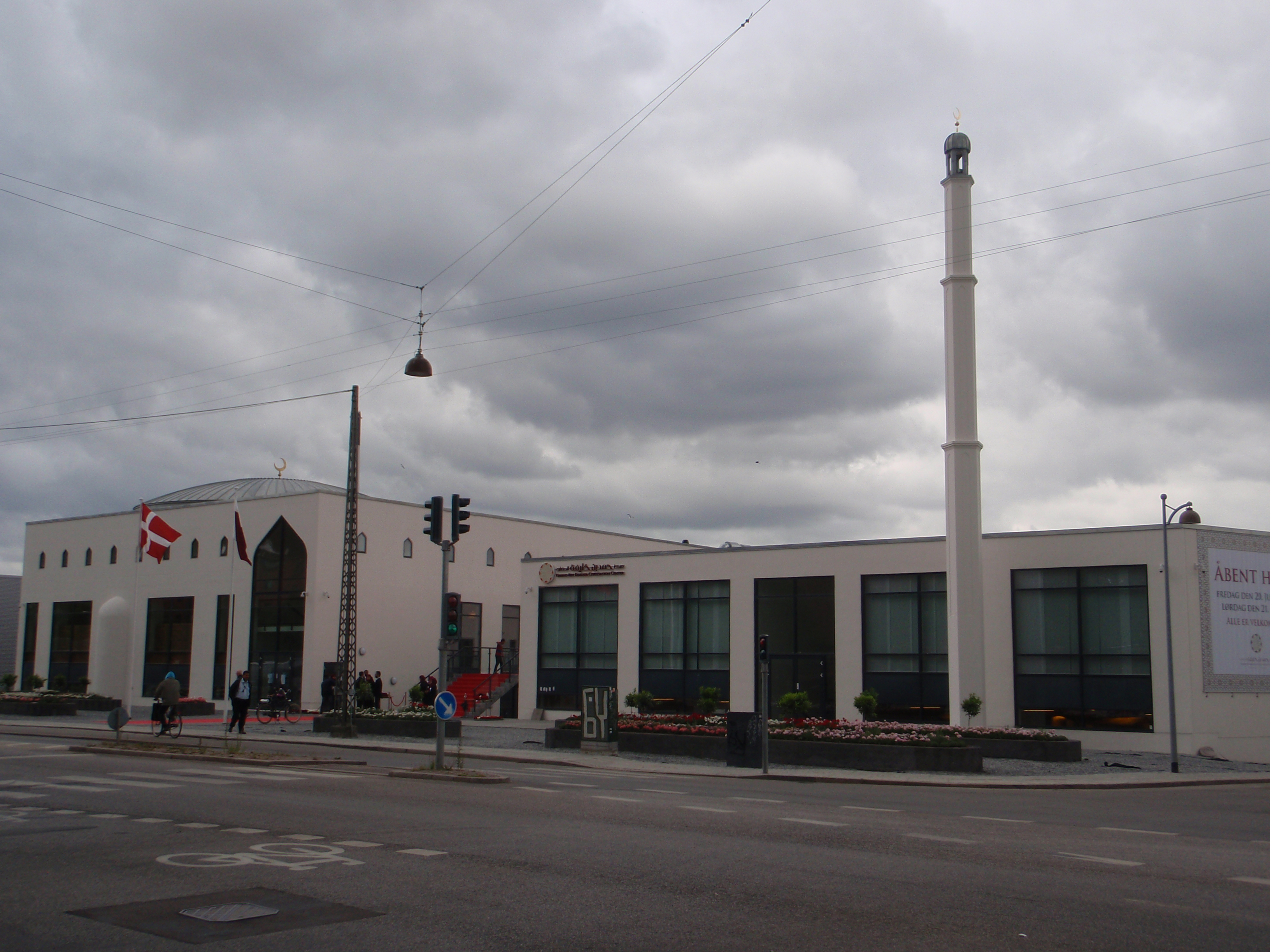
Цивилизационный центр Хамада бин Халифа, назван в честь шейха Хамада бин Халифа Аль Тани эмира Катара финансировавшего строительство. Мечеть и исламский культурный центр, построен в 2014 году, это первая мечеть в Дании с минаретом и одна из крупнейших в Европе.

По данным официальной статистики на 1 января 2020 года, 74,4 % населения Дании были членами государственной Датской народной церкви (Den Danske Folkekirke), известной также как «Церковь Дании» и принадлежащей к лютеранству. Тем не менее, по результатам опроса Евробарометра от 2005 года, стало ясно, что Дания — четвёртая снизу (процент верующих среди населения меньше только в Чехии, Эстонии и Швеции) в списке верующих стран в ЕС: только 31 % датчан верят в Бога, 49 % верят в какой-либо дух или силу жизни, 19 % не верят ни в бога, ни в какой-либо дух или силу жизни.
Состав населения по вероисповеданию на 2019 год: 74,7 % — протестанты, 5,5 % — мусульмане, 19,8 % — исповедуют другие религии / являются атеистами / нет данных.
По состоянию на 1 января 2020 года, 74,4 % населения Дании были членами Церкви датского народа — это снижение на 0,4 % по сравнению с 2019 годом и на 1 % по сравнению с 2018 годом. Несмотря на большое количество членов, только 3 % населения страны регулярно посещают воскресные службы и только 19 % от всего населения Дании считают религию значительной составляющей своей жизни. По состоянию на 1 января 2020 года, в Копенгагене число членов Церкви датского народа составляло 56,4 %.

### Миграционная политика
С 2001 по 2011 год у власти находилась коалиция меньшинства Венстре и Консервативной народной партии. В обмен на поддержку третьей по величине ультраправой Датской народной партии правительство последовательно ужесточало иммиграционное законодательство.
Антииммиграционные меры существенно сократили приток отдельных категорий мигрантов в Данию. В частности, в 2006 году было выдано 4198 разрешений на въезд для воссоединения семей, что на 70 % меньше, чем в 2001 году, а политическое убежище было предоставлено 1098 людям (на 82,5 % меньше). При этом за период 2001—2006 годов число получивших учебную визу возросло с 10 до 28,4 тыс. человек (рост в 2,8 раза), а въехавших по рабочей визе — с 5,9 до 12,8 тыс. человек (рост на 100 %). В 2011 году меры были ещё ужесточены — в частности, была введена система баллов для супругов иммигрантов, желающих въехать в страну. Эти меры критикуются европейскими и международными организациями как не соответствующие европейскому законодательству о правах человека.
По состоянию на 2021 год, 86 % всего населения Дании составляют этнические датчане, а остальные 14 % или более 817 438 человек — иммигранты и их потомки (199 668 человек — иммигранты второго поколения, родившиеся в Дании).

## История

### Ранняя история

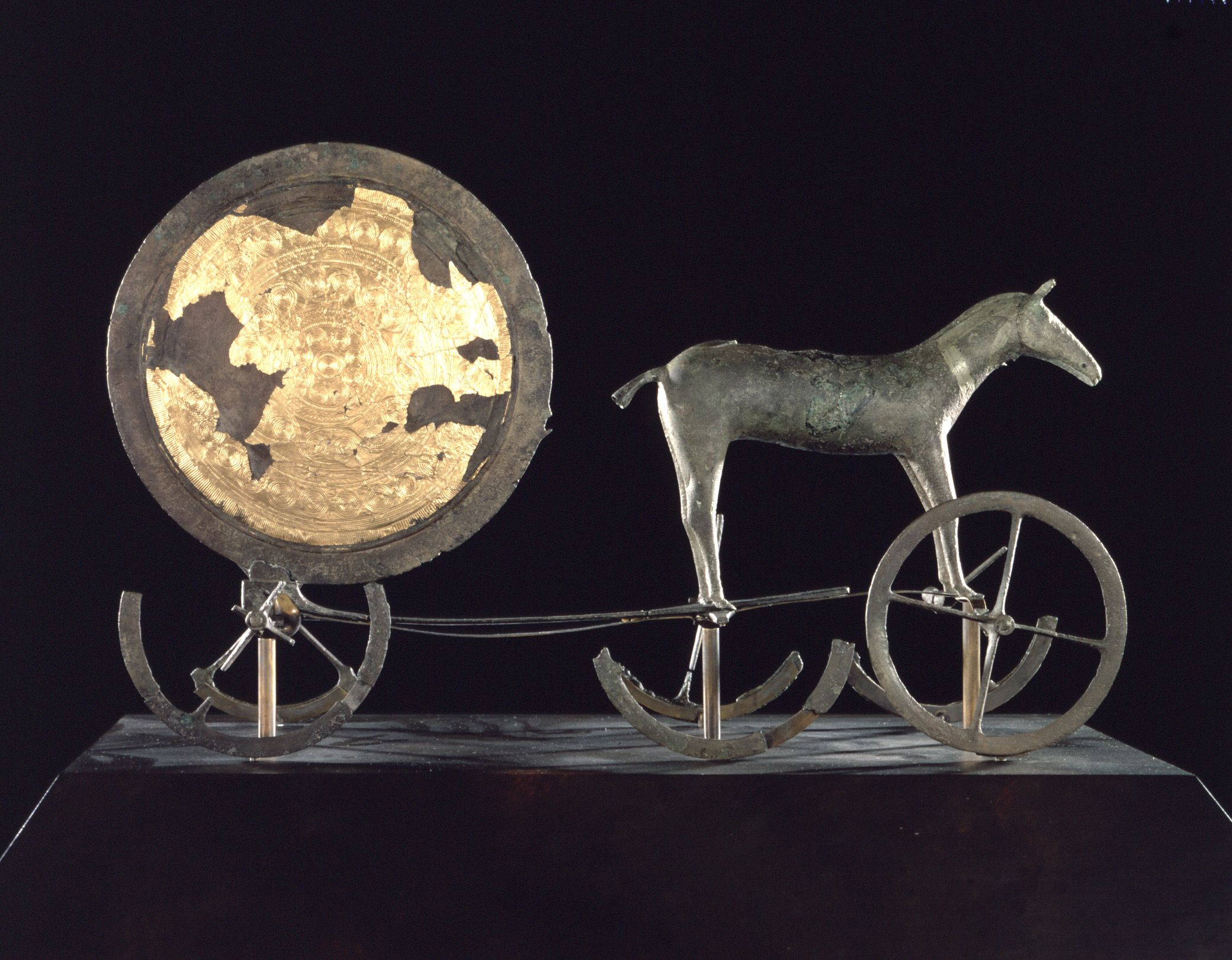
Солнечная повозка из Трундхольма

Первые следы человека на территории Дании датированы рисс-вюрмским межледниковьем (примерно 100—70 тыс. лет назад). Первые поселения относятся к культуре Бромме (конец верхнего палеолита). Период мезолита представлен археологическими находками культур Маглемозе и Эртебёлле. Примерно 3900 лет до н. э. на территории Дании появилось сельское хозяйство.
Скандинавский бронзовый век отмечен рядом археологических находок, из них наиболее известна так называемая солнечная повозка из Трундхольма. В конце первого тысячелетия до н. э. на территории Ютландского полуострова обитали кимвры и тевтоны.
В IV в. на территорию Дании прибыли юты и англы, в ходе Великого переселения народов они мигрировали в Британию, а полуостров Ютландию заселили пришедшие с юга Скандинавского полуострова даны. Первые сведения о них появляются в источниках VI—VII веков. Даны были объединены в родовые союзы, к началу IX века у них стала складываться раннефеодальная структура общества, во главе которой стояли вожди (конунги), ниже — родовая знать и свободные крестьяне-общинники (бонды), имевшие право носить оружие.

### Эпоха викингов

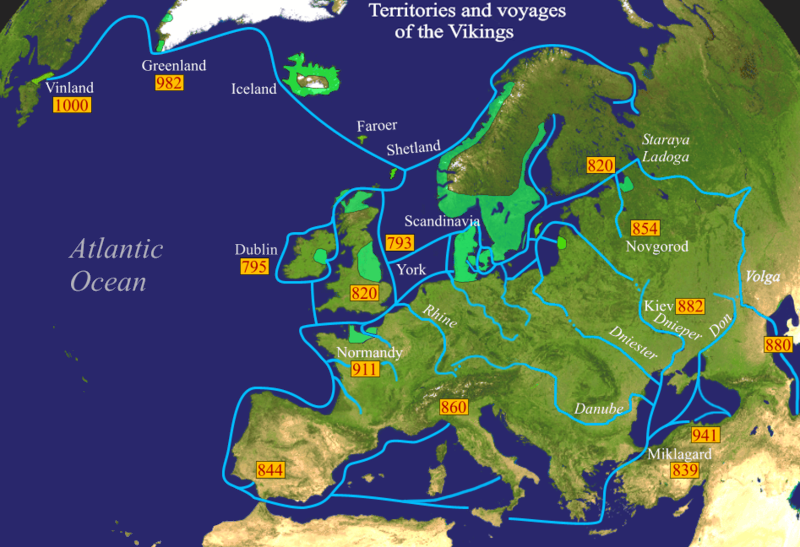
Схема походов викингов

Да́ны были активными участниками походов викингов, которые происходили с конца VIII по XI век. В этот период была освоена Исландия, а также созданы поселения в Гренландии и Северной Америке (Винланд). Поселение Хедебю в южной Ютландии стало важным торговым узлом.
Основным направлением походов данов были Великобритания и Франция. Датский правитель Гудфред воевал с Карлом Великим. Конунг Рёрик Ютландский некоторыми историками отождествляется с Рюриком, основателем династии русских князей. Конунгу Рагнару Лодброку приписывается захват Парижа; другой викинг, Роллон, в результате удачного похода получил в феод земли на севере Франции и стал первым герцогом Нормандии. В конце IX века датчане вторглись в Англию и завоевали обширные области Северо-восточной Англии. Король Кнуд Великий к 1028 году объединил под своей властью Данию, Норвегию и Англию, однако его держава распалась в течение нескольких лет после его смерти в 1035 году. В 1086 году был убит Кнуд IV Святой, внук Кнуда Великого. В Дании началась усобица, которая продолжалась до середины XII века.
Христианизация Дании началась в VIII веке и связана с деятельностью миссионеров Виллиброрда и Ансгара. В 960-х годах король Харальд I Синезубый крестился сам и сделал христианство государственной религией. В 1104 году в Лунде было создано архиепископство. Начиная с XI века в Дании складывались феодальные отношения: место родовой знати заняли приближённые короля, получавшие землю за службу.

### Средние века и Реформация
В 1157 году королём стал Вальдемар I Великий и закончился период усобиц. Он, его сын Кнуд VI и внук Вальдемар II завоевали Померанию, Мекленбург и Гольштейн, расширив территорию страны за счёт южного побережья Балтийского моря. В 1241 году при Вальдемаре II было кодифицировано датское право (так называемый Ютландский закон).
Начиная с середины XIII века монарх часто был вынужден противостоять знати, стремившейся ограничить власть короля. Эрик V в 1282 году подписал хартию, ограничивавшую королевскую власть, но уже четыре года спустя был убит. При Эрике VI, ведшем активную экспансионистскую политику, королевская казна истощилась настолько, что его брат и наследник Кристофер II был вынужден заложить большую часть земель немецким и шведским феодалам. После его смерти в течение 8 лет датская монархия была ликвидирована. Её восстановил сын Кристофера II Вальдемар IV Аттердаг. Новый король созвал данехоф (представительный орган) и принял так называемый «Земский мир» — соглашение между королём и сословиями, согласно которому сословия обязались подчиняться королю, а король — повелевать страной, соблюдая закон.

Кальмарская уния примерно в 1500 году.

Дочь Вальдемара IV Маргрете заключила брак с норвежским королём Хоконом VI. После его смерти в 1380 году две монархии стали объединены. В 1397 году Маргрете была избрана и на шведский престол. Союз получил название Кальмарской унии, во главе которой встала Дания, в результате чего вся Скандинавия оказалась под владычеством датской короны. При этом союз был непрочным и между входившими в его состав государствами случались военные конфликты. С 1433 года резиденцией короля стал Копенгаген.
В XV—XVI веках власть принадлежала Ригсроду (Королевскому совету). Ригсрод избирал короля, которым с 1448 года становился один из представителей Ольденбургской династии. С 1468 года избиралось Сословно-представительное собрание — ригсдаг, — в которое входили представители дворянства, духовенства, горожан и свободных крестьян. Однако оно не имело значительных полномочий. В 1523 году был низложен и изгнан король Кристиан II, и на престол взошёл его дядя Фредерик I. Смута совпала с восстанием в Швеции, направленным против Кальмарской унии. В 1523 году Густав Эрикссон Васа взял Стокгольм и короновался как Густав I. Кальмарская уния прекратила существование.

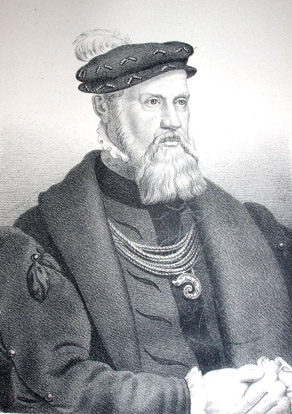
Кристиан III.

В распространении лютеранства в Дании решающую роль сыграл сподвижник Лютера Ганс Таусен, которому покровительствовал Фредерик I, вероятно, сам симпатизировавший лютеранству. Лютеранство завоевало популярность у низших слоёв, плативших больше налоги в пользу католической церкви, и стало причиной волнений в ряде областей Дании. Ригсдаг обвинил короля в недостаточном усердии в подавлении бунтов. В ответ Фредерик I выступил с заявлением, в котором оставлял выбор вероисповедования на усмотрение каждого подданного до тех пор, пока вопрос не рассмотрит совет, созыв которого планировался в будущем. На состоявшемся в 1530 году публичном диспуте Таусен одержал уверенную победу над католическим духовенством. После случившейся в 1533 году смерти Фредерика I прокатолический ригсрод не стал избирать нового короля и установил олигархическое правление. В Мальмё и Копенгагене власть захватили восставшие горожане. Последующие три года известны в историографии как «Графская распря». Восставшие призвали изгнанного Кристиана II, поэтому дворянство и духовенство было вынуждено избрать королём сына Фредерика Кристиана III, который сделал расплывчатые заявления относительно будущей религиозной политики. 6 августа 1536 года Кристиан III взял Копенгаген. Утвердившись в качестве короля, Кристиан III провёл секуляризацию церковных земель и арестовал католических епископов, которые были объявлены виновными в развязывании гражданской войны. 30 октября был принят закон, официально закрепивший Реформацию в Дании.

### Новое время

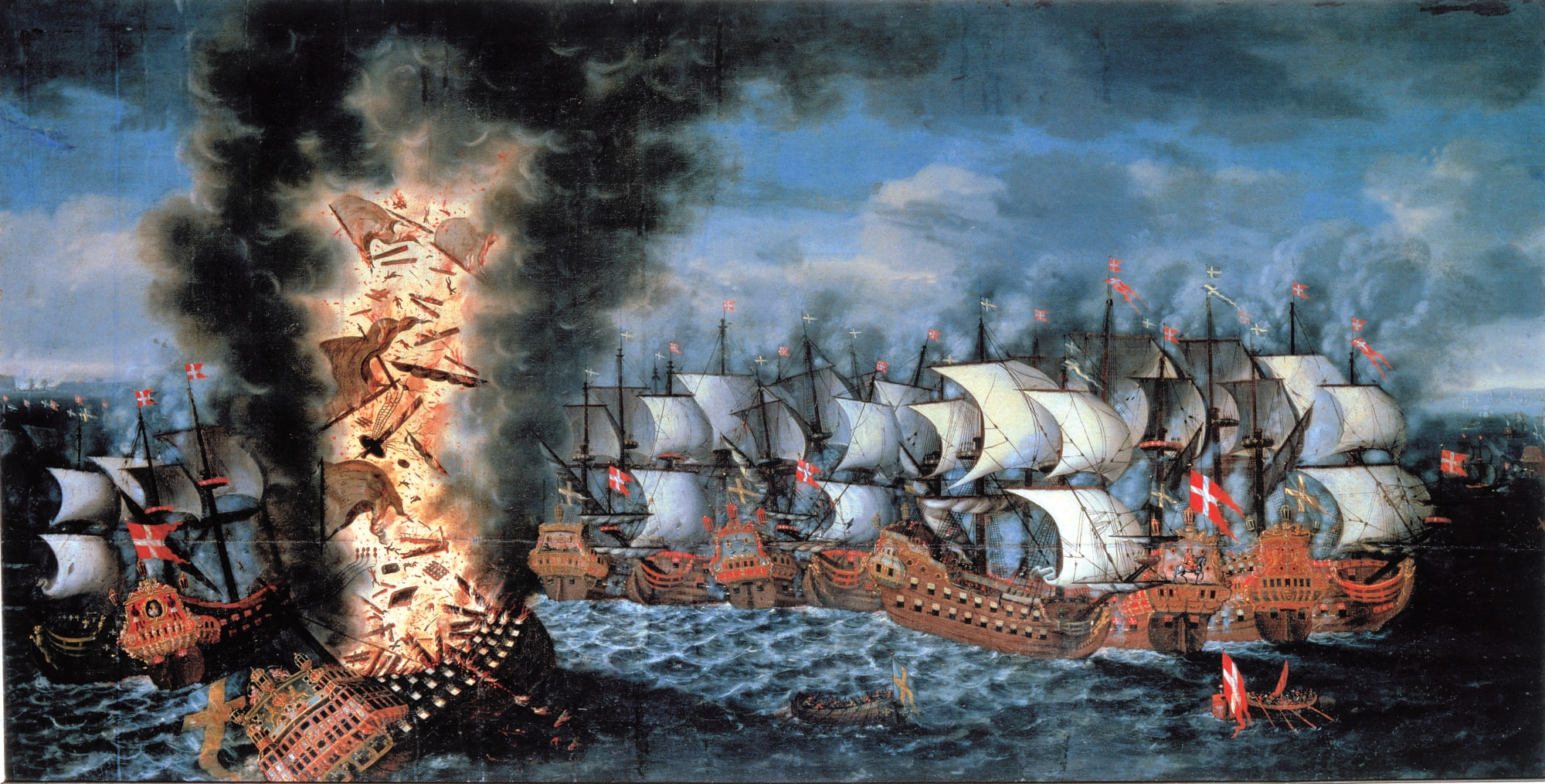
Датско-шведская война, 1675—1679

В 1563 году датский король Фредерик II начал так называемую Северную семилетнюю войну против Швеции. До XIX века между странами произошло ещё несколько войн за гегемонию в регионе. В последующие годы Фредерик II получил известность как покровитель наук и искусств, в 1576 году он пожаловал астроному Тихо Браге остров Вен и выделил средства на постройку обсерватории Ураниборг. При Фредерике III Дания стала абсолютной монархией: были ликвидированы ригсрод и ригсдаг, монархия объявлена наследной, на государственные должности стали принимать не только дворян, но и выходцев из городского сословия. Была проведена военная реформа, введена рекрутская повинность, расходы на армию в 1662 г. по сравнению с 1602 г. выросли в 40 раз. Но поскольку крестьяне уклонялись от рекрутских наборов, в 1680 г. была восстановленная наёмная армия. В 1671 г. была введена «Табель о рангах», по образцу которой позже Петром I был создан аналогичный документ в России. При преемнике Фредерика Кристиане V прошла кодификация датского законодательства. В конце XVII века в Дании появились первые королевские и частные мануфактуры.
Правивший в XVIII веке Кристиан VII считается слабоумным королём. При нём королева привлекает на службу Иоганна Струэнзе, который добивается власти, становится министром (утверждают, что он был и любовником королевы), проводит положительные реформы, улучшает жизнь народа, но ограничивает права дворян. В результате заговора недовольных аристократов он был казнён, реформы частично отменены. В 1788 году в Дании окончательно отменены остатки крепостного права.
В конце XVIII — начале XIX века Дания входила в инициированный Российской империей вооружённый нейтралитет. Союз распался в 1801 году после поражения в морском сражении с английским флотом. В 1807 году Дания присоединилась к континентальной блокаде, что послужило поводом к англо-датской войне. Король Фредерик VI участвовал в наполеоновских войнах на стороне Франции. В ходе военной кампании 1813—1814 годов шведские войска вторглись в Данию с юга и разгромили датскую армию. По итогам кильских мирных договоров и Венского конгресса Дания уступила Норвегию Швеции и остров Гельголанд Великобритании. При этом Дания сохранила в своём составе Исландию, Гренландию, Фарерские острова и герцогство Шлезвиг-Гольштейн.

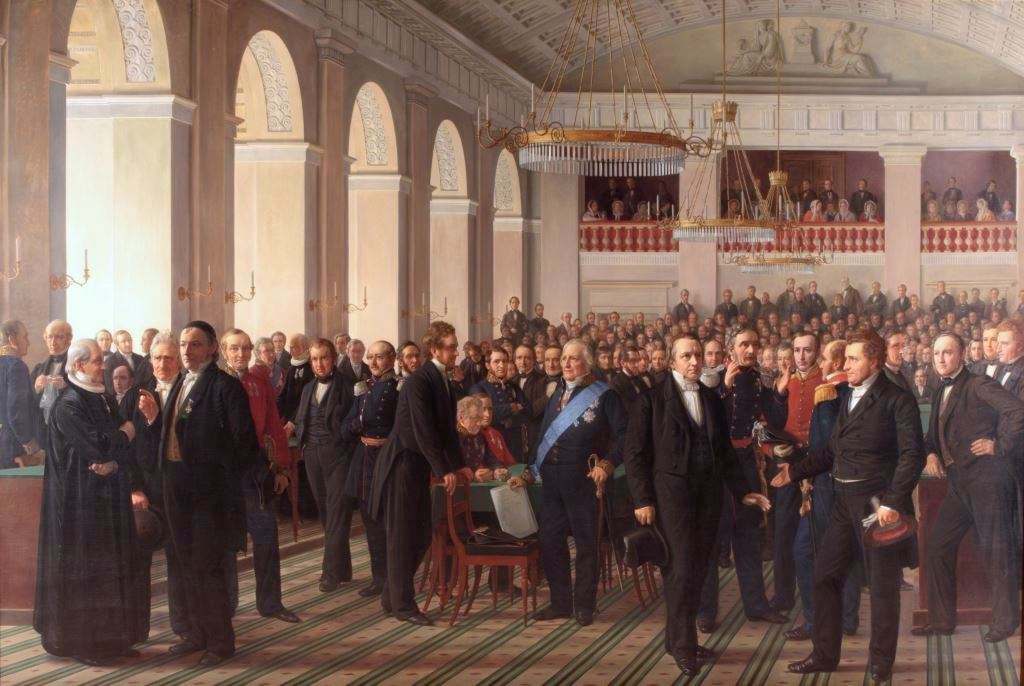
Заседание учредительного собрания 28 октября 1848 года, К. Хансен

В первой половине XIX века монархи провели ряд либеральных реформ. В 1848 году Фредерик VII созвал учредительное собрание, которое разработало конституцию Дании. Она предусматривала двухпалатный парламент (ригсдаг) и ответственное перед королём правительство. Нижняя палата парламента — фолькетинг — формировалась путём прямых выборов, в которых могли участвовать все мужчины старше 30 лет, выборы в верхнюю палату — ландстинг — были многоступенчатыми. Первую половину XIX века также называют «золотым веком» Дании, поскольку в этот период в стране работал ряд выдающихся деятелей культуры и науки, в том числе скульптор Бертель Торвальдсен, художники Кристоффер Вильхельм Эккерсберг и Кристен Кёбке, физик Ханс Кристиан Эрстед, философ Сёрен Кьеркегор, писатель Ханс Кристиан Андерсен.
В результате войны с Пруссией 1864 года Дания лишилась Шлезвига, Гольштейна и Саксен-Лауэнбурга.
Во 2-й половине XIX века в Дании сложилась многопартийная система, в которой наиболее влиятельными партиями были либеральная Венстре и консервативная Хёйре. В 1871 году образовалась Социал-демократическая партия Дании.

### XX и XXI века
С 1901 года в Дании начала складываться система парламентаризма: король назначил премьера и нескольких ключевых министров, а остальное правительство сформировали депутаты победившей на выборах Венстре.

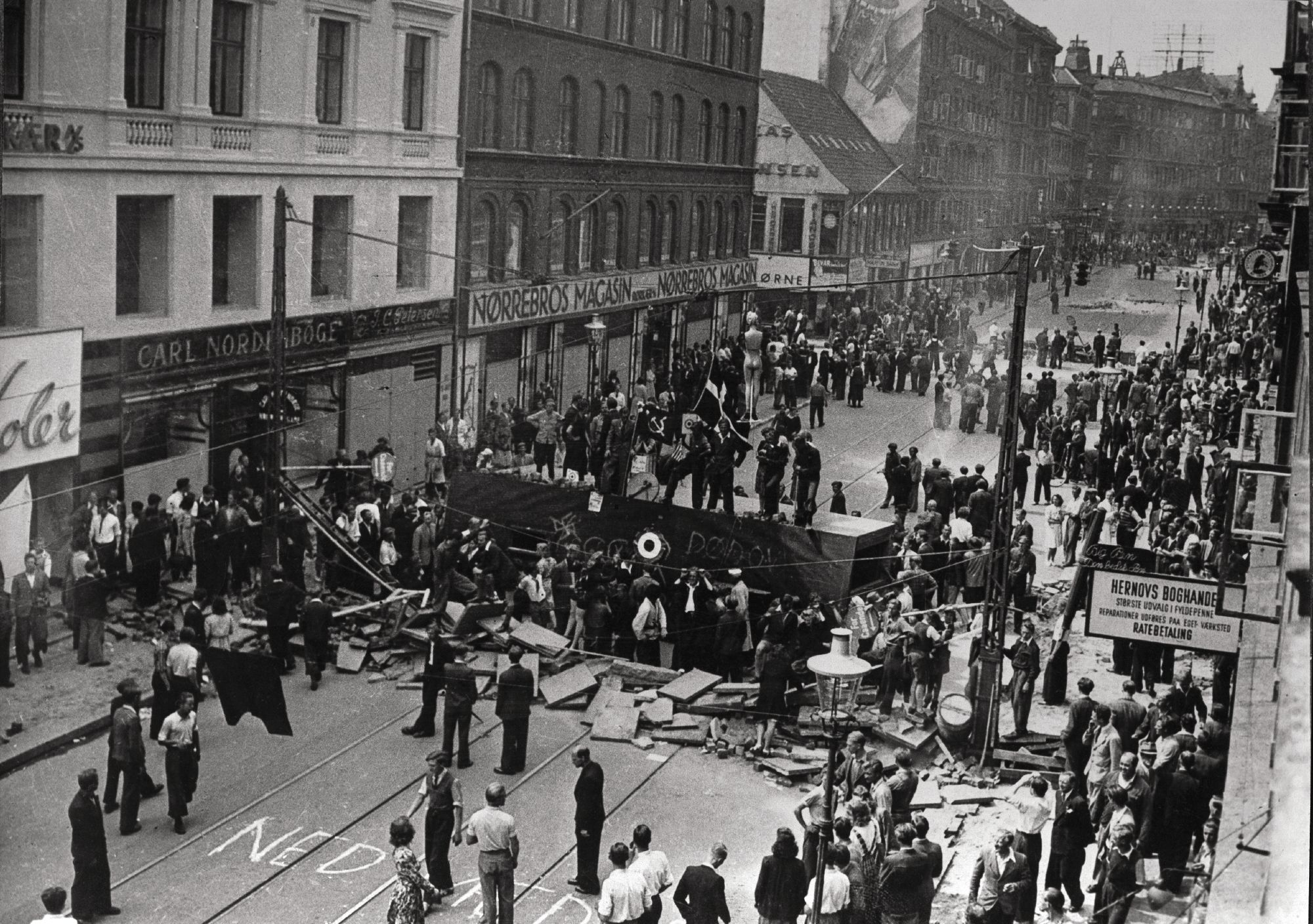
Забастовка в Копенгагене, 1944 год

Дания стала одним из государств-учредителей ООН (24 октября 1945 года) и НАТО (4 апреля 1949 года). Важную роль в послевоенном восстановлении страны сыграла финансовая помощь США в размере 350 млн долларов. В 1953 году была принята действующая на данный момент конституция, заменившая двухпалатный парламент однопалатным и разрешившая наследование престола женщинам.
В 1948 году самоуправление было введено на Фарерских островах, а в 1979 году — в Гренландии. В 1961 году начались переговоры о вступлении Дании в Европейское экономическое сообщество. Они были прерваны в 1963 году, возобновлены в 1969 году и завершились в 1972 году подписанием договора. На референдуме население страны одобрило вступление, и с 1 января 1973 года Дания стала членом ЕЭС. Нефтяной кризис 1973 года нанёс удар по датской экономике, следствием чего стала внутренняя политическая нестабильность: в течение следующего десятилетия ни одной партии не удалось сформировать долговременную правительственную коалицию. Значительную роль в политике играла популистская антиналоговая Партия прогресса во главе с адвокатом Могенсом Глиструпом. В 1982 году премьер-министром стал Поуль Шлютер из Консервативной народной партии. Он занимал пост премьер-министра до 1993 года, проведя ряд преобразований, направленных на ликвидацию последствий кризиса. Однако экономический рост возобновился только в начале 1990-х, когда Дания начала добычу нефти в Северном море. Шлютер был сторонником присоединения Дании к Единому европейскому акту. После того, как парламент отказался ратифицировать акт, в Дании состоялся референдум, на котором большинство выступило за ратификацию. В 1989 году Дания стала первой страной в мире, признавшей право гомосексуальных пар на заключение союза (в 2012 году вступил в силу закон о брачном равенстве).
В 2019 году лидер социал-демократической партии Метте Фредериксен победила на очередных парламентских выборах и стала премьер-министром Дании.
В июне 2022 года был разрешён спор по поводу острова Ханс между Данией и Канадой. Стороны пришли к соглашению, согласно которому остров будет поделён по естественному оврагу, протянувшемуся через весь остров с севера на юг. Дании достаётся примерно 60 % острова (восточная часть), Канаде — 40 % (западная часть). В совместном пользовании остаётся залив на северном берегу, единственное место высадки на остров.

## Государственно-политическое устройство
Государственный строй Дании — конституционная монархия. Согласно конституции от 5 июня 1953 года, глава государства — король, с января 2024 — король Фредерик X из династии Шлезвиг—Гольштейн—Зондербург—Глюксбург. Король осуществляет законодательную власть совместно с однопалатным парламентом — фолькетингом.

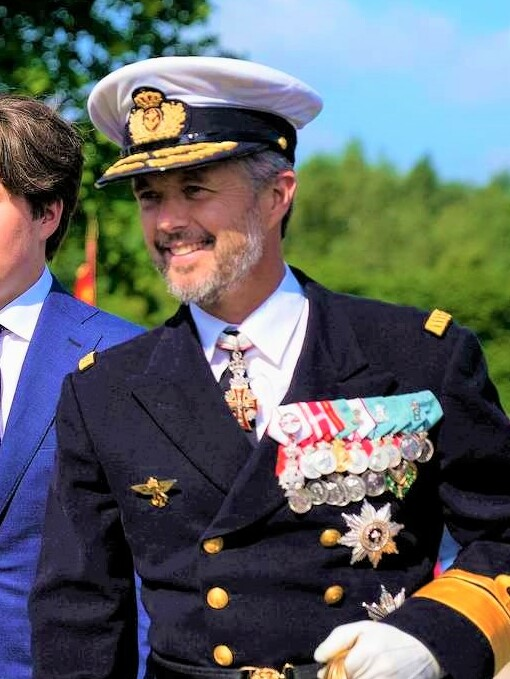
Король Дании Фредерик X

### Глава государства
Глава государства — король (королева), осуществляющий верховную власть через назначаемое правительство: по представлению премьер-министра, по предложению председателя парламента или руководителей парламентских фракций назначает и увольняет премьер-министра и министров, имеет право роспуска парламента.
Король (королева) является верховным главнокомандующим вооружёнными силами Дании и главой официальной государственной церкви.

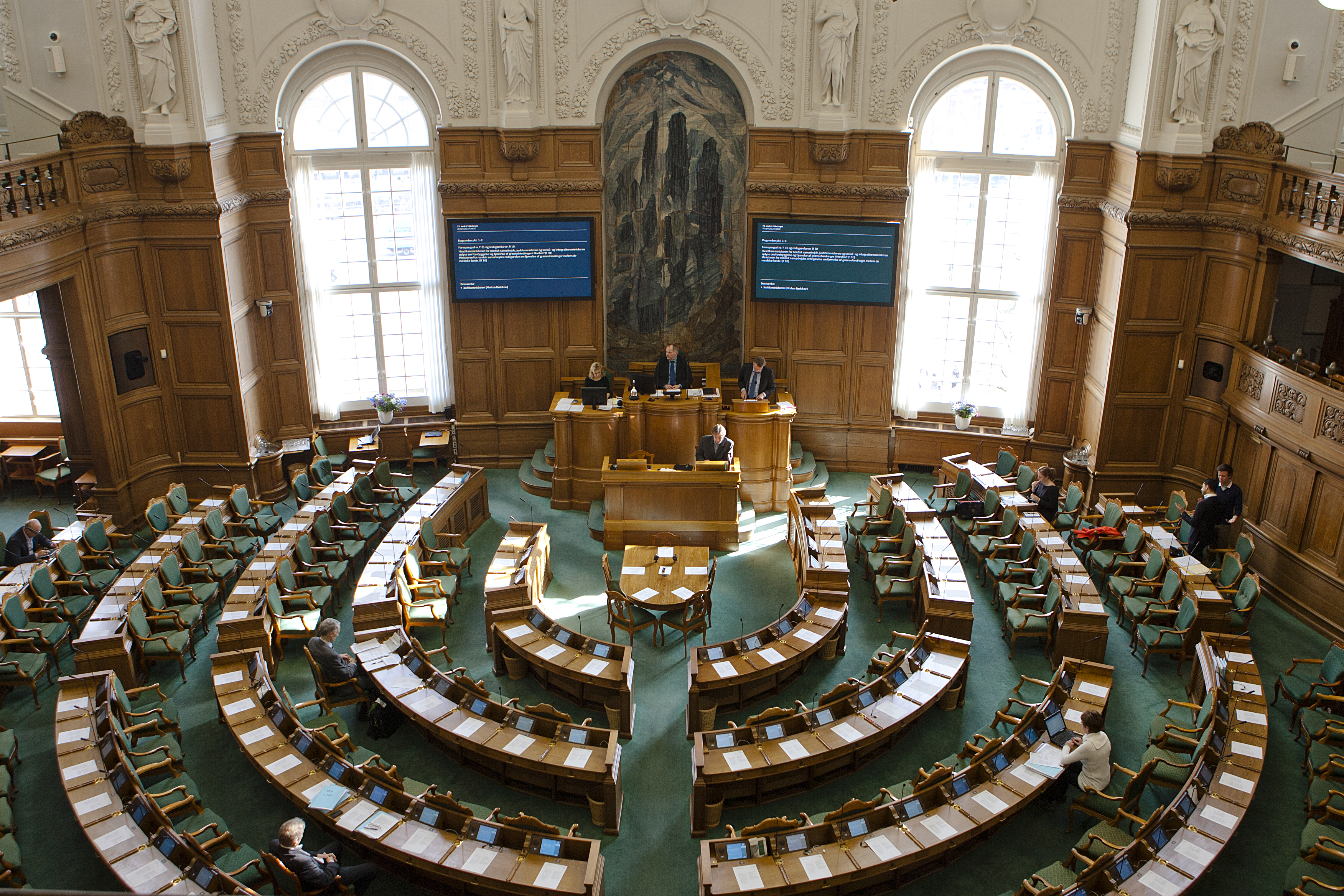
Фолькетинг

### Парламент
Высший орган законодательной власти — однопалатный парламент (фолькетинг), избираемый гражданами страны на 4 года. Парламент состоит из 179 членов, из которых 135 избираются по пропорциональной системе на основе всеобщего избирательного права в 23 избирательных округах; 40 мест (т. н. дополнительные) распределяются между кандидатами, которые не получили достаточного числа голосов в округах; 2 члена фолькетинга избираются от Фарерских островов и 2 от Гренландии.

### Исполнительная власть
Исполнительную власть король осуществляет через правительство (regering; совет министров (ministerråd)), состоящее (с 1971 года) из 19 членов и возглавляемое премьер-министром. Правительство ответственно перед фолькетингом. Собрание всех министров образует Государственный совет (Statsrådet), в котором заседают король и наследник престола и где обсуждаются важнейшие законопроекты и мероприятия правительства. Во главе каждого амта (территориальной единицы Дании) стоит амтманн, назначаемый королём, имеется также выборный совет. В сельских коммунах избираются советы во главе с выборным председателем; в городах — городские советы во главе с бургомистром.

### Судебная система
Судебная система включает Верховный суд (Верховный суд Дании; до 1661 года — Реттертинг (дат. rettertinget), апелляционной инстанции (для Ютландии и для островов) — 2 земельных суда (ландсрета; до 1919 года — земские высшие суды ландсоверрет; до 1805 года — ландстинги) и местные суды бюреты (до XIX века — бютинги) и гередстинги. Высшее звено судебной системы — Верховный суд (Копенгаген), учреждённый ещё в 1661 году. В его составе — 15 судей во главе с председателем. Он рассматривает жалобы на постановления нижестоящих судов в одной из двух коллегий в составе не менее чем из пяти судей. В исключительных случаях собирается пленум Верховного суда. Для рассмотрения преступлений должностных лиц судьи Верховного суда совместно с 15 членами назначенными Фолькетингом образуют Государственный суд (дат. Rigsret). Высшая судебная инстанция торговой юстиции — Морской и торговый суд (дат. Sø- og Handelsretten). Органы прокуратуры — имперский адвокат (дат. Rigsadvokaten) и государственные адвокаты (дат. Statsadvokat).
Старейшие члены Верховного суда и специально избранные фолькетингом на 6 лет судьи образуют Государственный суд, рассматривающий дела по обвинению министров в государственной измене.

### Политические партии

#### Правые
- Датская народная партия (Dansk Folkeparti) — национал-консервативная
- Партия прогресса (Fremskridtspartiet) — правопопулистская

#### Правоцентристские
- Христианские демократы (Kristendemokraterne) — христианско-демократическая
- Консервативная народная партия (Det Konservative Folkeparti) — консервативная
- Венстре (Venstre) — либеральная

#### Центристские
- Радикальная Венстре (Det Radikale Venstre) — социал-либеральная

#### Левоцентристские
- Социал-демократы (Socialdemokraterne) — социал-демократическая

#### Левые
- Социалистическая народная партия (Socialistisk Folkeparti) — левосоциалистическая

#### Ультралевые
- Красно-зелёная коалиция (Enhedslisten — de rød-grønne) — коммунистическая, изначально коалиция Левых социалистов, Коммунистической партии Дании, троцкистской Социалистической рабочей партии и маоистской Коммунистической рабочей партии

### Профсоюзы
Крупнейший профцентр — Центральная организация профсоюзов Дании (Landsorganisationen i Danmark).

### Вооружённые силы
Расходы на оборону в 2005 году составили 3 % бюджета Дании. Вооружённые силы Дании (Forsvaret) состоят из сухопутных войск (Hæren), Датского флота (Danske Marine) и военно-воздушных сил (Danske Flyvevåben), а также военизированной добровольной организации Хемверн (Hjemmeværnet), численность которой в 2006 году была около 59 000 человек (не считая полиции). Верховным главнокомандующим является монарх, непосредственное руководство вооружёнными силами осуществляет министр обороны. В Дании существует воинская обязанность; срок службы составляет 4—10 месяцев. Тем не менее, поскольку подавляющее большинство слотов заняты добровольцами (96,9 % в 2015 году), то по факту тех, кому служить, определяют жеребьёвкой.

### Внешняя политика
Внешняя политика Дании основывается на четырёх китах: ООН, НАТО, ЕС и сотрудничество с североевропейскими государствами. Дания является членом многих международных организаций, в том числе ОБСЕ, ОЭСР, Совета Европы, ВТО, Северного совета.
Дания имеет репутацию страны, неохотно участвующей в объединительных европейских процессах. Так, присоединение к Маастрихтскому договору было одобрено на референдуме со второй попытки только после того, как другие члены ЕС согласились освободить Данию от ряда обязательств, включая введение единой валюты и единого гражданства и участие в общей системе безопасности. В то же время в период своего председательства в Совете Европейского союза в 2002 году Дания сыграла важную роль в переговорах по расширению ЕС, которые увенчались принятием десяти новых членов в 2004 году.
В 2014 году Дания присоединись к санкциям ЕС против России. Министр иностранных дел Дании Мартин Лидегаард заявил: «Мы будем бороться за то, чтобы оккупации не были узаконены». Позже посол Дании на Украине Мэрэтэ Юль добавила: «Сейчас санкции — это единственный инструмент воздействия на Россию, поэтому их снимут после того, как РФ будет вести себя соответствующим образом».

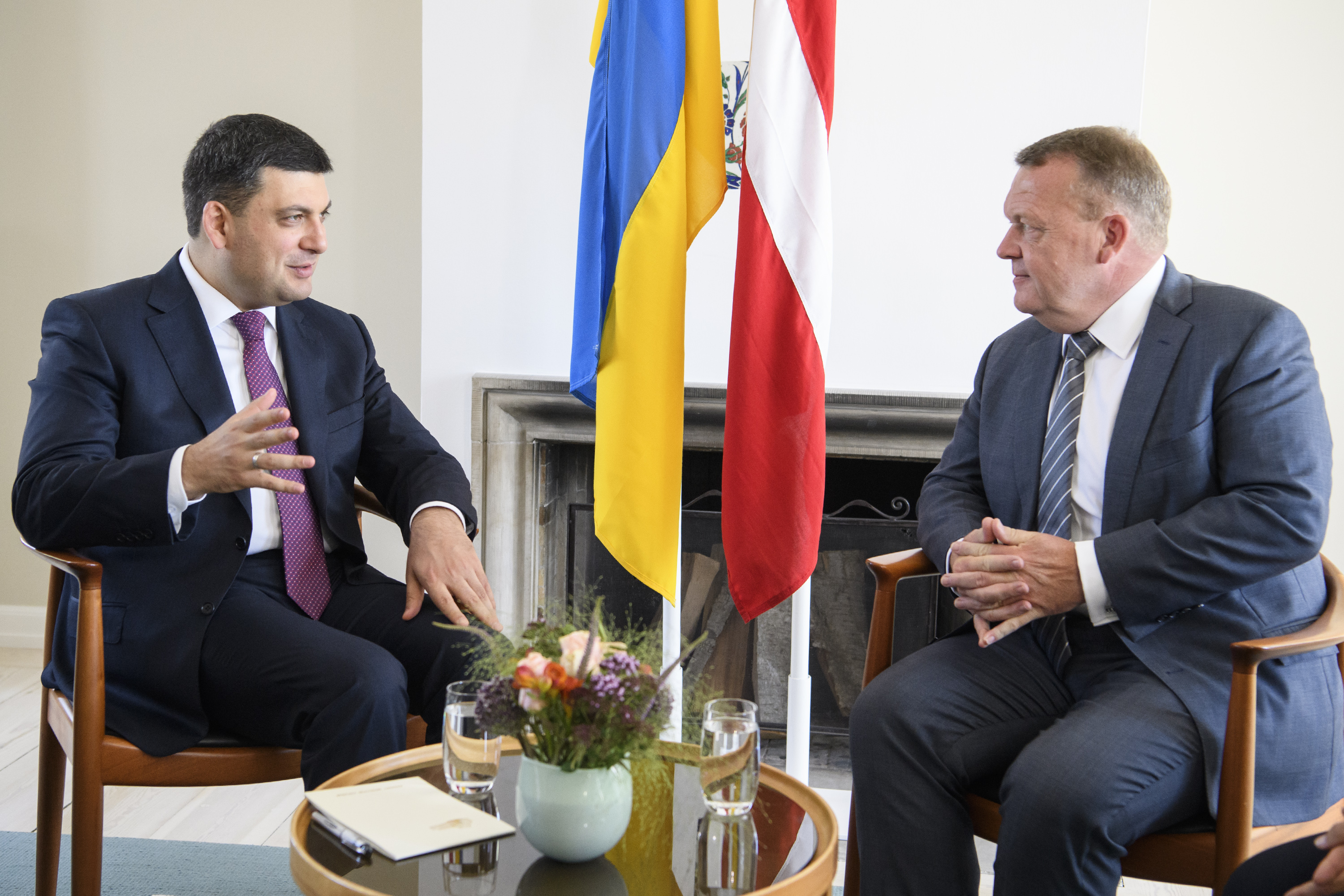
Владимир Гройсман и Ларс Лёкке Расмуссен

В марте 2015 года между РФ и Данией разразился громкий политический скандал. Российский посол в Дании Михаил Ванин в интервью газете «Jyllands-Posten» предупредил, что присоединение Копенгагена к системе ПРО НАТО будет воспринято Москвой как угроза, и «если это случится, датские военные корабли станут мишенью для российских ядерных ракет».
В начале 2016 года тон датских комментариев касательно России сильно изменился. Так, министр иностранных дел Дании Кристиан Йенсен объяснил, как отсутствие реформ на Украине связано со снятием санкций с России. По его словам, санкции Запада в отношении России могут быть сняты в случае, если Украина и дальше будет тормозить проведение реформ. «Если Украина не проведёт реформы, связанные с Минским процессом, то Европе будет очень трудно быть единой в вопросе санкций против России».

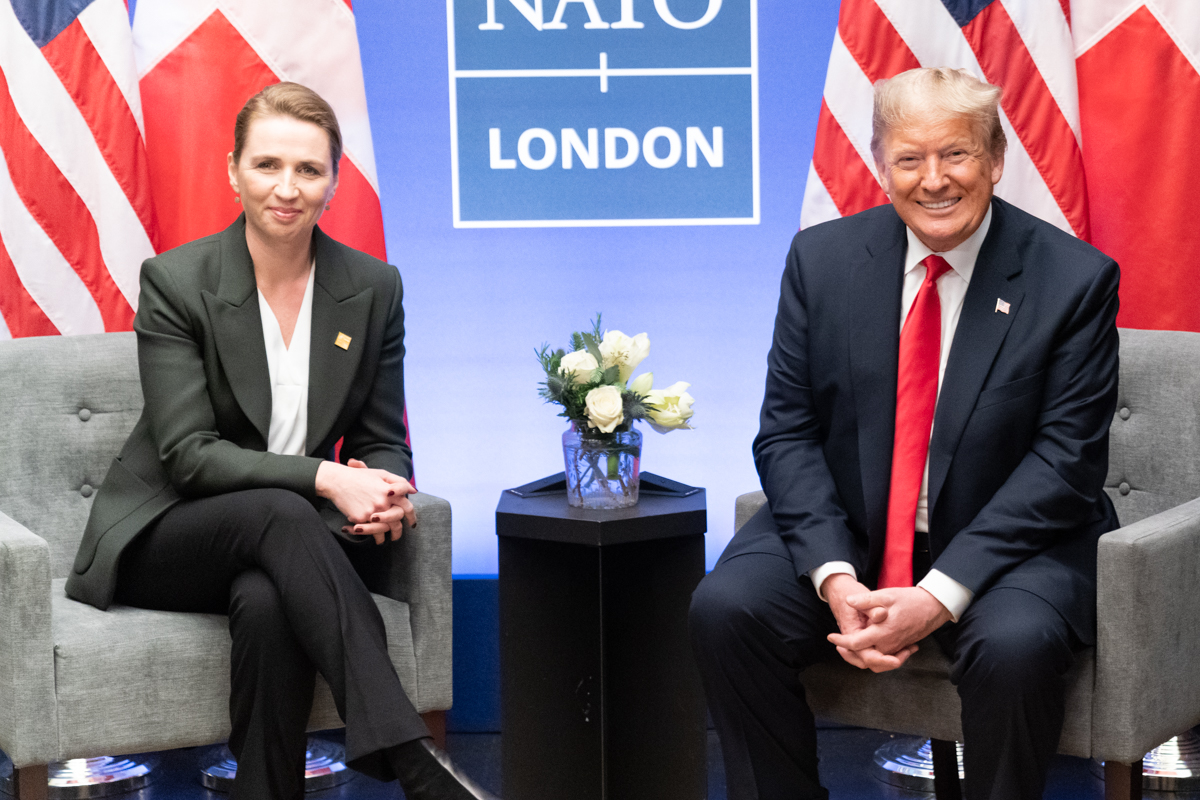
Метте Фредериксен и Дональд Трамп

В марте 2016 посол Дании в России Томас Винклер в интервью изданию BusinessLife.Today так охарактеризовал нынешние отношения между двумя странами: «Если говорить о каждодневных дипломатических отношениях — мы выполняем и ведём свою деятельность в профессиональном ключе, соблюдая все политические нюансы. По словам моего министра иностранных дел, в отношениях с Россией мы проводим двустороннюю политику: с одной стороны, реагируем на действия РФ, которые, с нашей точки зрения, ей не нужно было предпринимать, с другой стороны — мы ведём диалог, чтобы найти точки соприкосновения в наших взаимоотношениях».
Далее в беседе посол определил основные направления по сотрудничеству с РФ: «Я бы отметил три направления, по которым мы планируем работу. Первое — продолжение диалога на политическом и дипломатическом уровне, что включает кризисы в Украине и Сирии. Второе — направление, где Дания и Россия занимают общую позицию: это борьба с терроризмом. Третье — продвижение датского бизнеса в России, а также других видов деятельности, в частности в области культуры, где у нас имеется огромный опыт».

## Административное деление

Дания и её автономии

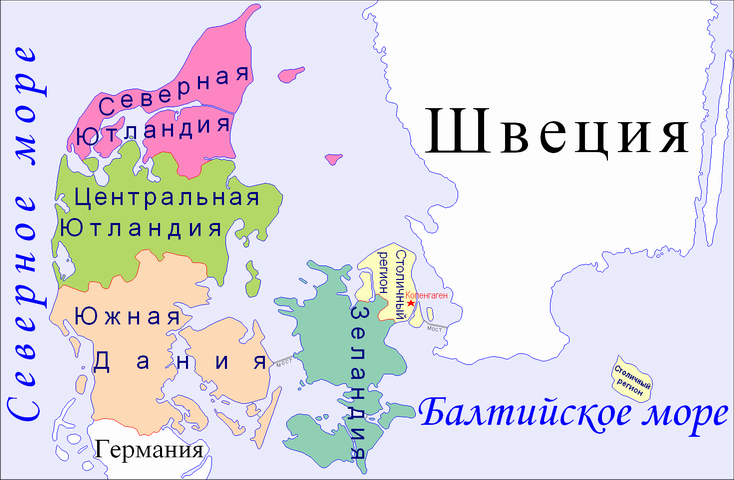
Регионы Дании

До 1 января 2007 года территория Дании была разделена на 14 административных единиц — амтов, которым соответствовали коммуны амтов (дат. amtskommune), коммуны амтов делились на торговогородские коммуны (дат. købstadskommune) и приходские коммуны (дат. sognekommune). По муниципальной реформе 2007 года амты были реорганизованы в 5 крупных административных регионов: Ховедстаден, Зеландия (или Селандия), Северная Ютландия, Центральная Ютландия и Южная Дания. Каждая область в свою очередь состоит из городов и коммун (дат. Kommune), города могут делиться на городские округа (дат. bydel).
Представительные органы регионов — региональные советы (дат. regionsråd), избираемые населением, исполнительную власть в регионах — председатели региональных советов (дат. regionsrådsformand), избираемые региональными советами.
Представительный орган столицы — гражданское представительство (дат. borgerrepræsentation)), избираемое населением, исполнительную власть в столице осуществляет обер-бургомистр, избираемый гражданским представительством.
Представительные органы городов — городские советы (дат. byråd), избираемые населением, исполнительную власть в городах осуществляют бургомистры (в некоторых городах магистраты (дат. magistrat)) состоящие из бургомистра и ратманов (дат. rådmand), избираемые городскими советами.
Представительные органы коммун — коммунальные правления (дат. kommunalbestyrelse), до 1970 года — приходские советы (дат. sogneråd)), избираемые населением, исполнительную власть в коммунах осуществляют бургомистры, избираемые общинными правлениями.
Представительные органы городских округов — городские окружные советы (дат. bydelsråd)).
До 2006 года существовало деление на амты, представительные органы амтов — советы амтов (amtsråd), избиравшиеся населением, исполнительные органы амтов — бургомистры амтов (amtsborgmester), избиравшиеся советами амтов, центральная власть в амте была представлен амтманами (amtmand).
До 2007 года в стране было 270 муниципалитетов, в результате реформы муниципалитеты были укрупнены, а их количество сократилось до 98 при средней численности населения муниципалитета 55 000 человек. Особый статус имеет архипелаг Эртхольмен, он не входит ни в какой-либо из регионов, ни в какой-либо из муниципалитетов, а управляется министерством обороны Дании.
Фарерские острова и Гренландия пользуются автономией и имеют собственные законодательные органы — лёгтинг и ландстинг соответственно. На Фарерских островах центральные власти регулируют внешнюю политику, оборону, валютную политику, деятельность полиции и судебную систему. Автономия Гренландии долгое время была аналогичной, но на референдуме в 2008 году она была ещё более расширена.

## Экономика

### Общая характеристика
По состоянию на 2017 год, средний размер оплаты труда в Дании составляет 38 596 kr (€5169,86; брутто) и 24 315 kr (€3256,87; нетто) в месяц.
Преимущества: низкая инфляция (2,4 %) и безработица (5 %). Большой профицит в платёжном балансе (в 2004 году $ 4,14 млрд). Запасы газа и нефти. Сильное и прибыльное производство хай-тек. Высококвалифицированная рабочая сила.
Слабые стороны: большие налоги. Снижающаяся конкурентоспособность из-за высоких зарплат и сильной кроны.
Дания — индустриально-аграрная страна с высоким уровнем развития. Доля промышленности в национальном доходе — более 40 %. Страна стоит на первом месте в мире по объёму внешнеторгового оборота на душу населения.

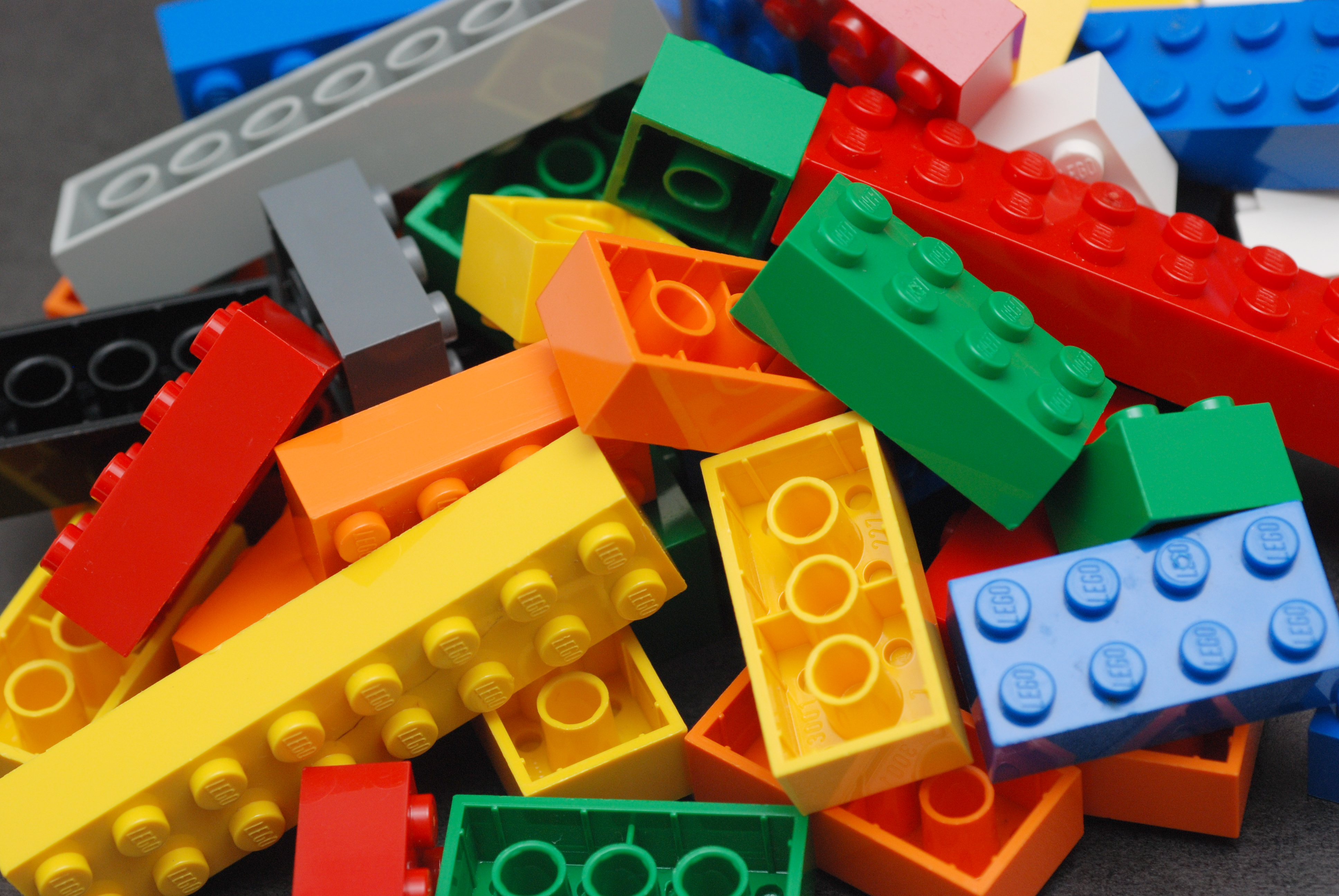
Кубики Lego производятся компанией Lego Group.

Основные экспортные товары: продукция машиностроения, мясо и мясопродукты, молочные продукты, рыба, медикаменты, мебель.
Ведущие отрасли: металлообработка, машиностроение (особенно электротехническое и радиоэлектронное), пищевая, химическая, целлюлозно-бумажная, текстильная. В сельском хозяйстве ведущая роль принадлежит мясо-молочному животноводству.
Дания занимает 7 место в мире по поголовью свиней — 25 млн, из которых на экспорт идёт 87 %.
В докладе за 2009 год аналитики европейского статистического агентства «Eurostat» самой дорогой страной называли Данию, жизнь в которой обходилась на 41 % дороже, чем в среднем в Европе.

### Валюта
Дания не входит в Еврозону и имеет собственную валюту — датскую крону. В 2000 году в Дании прошёл референдум по вопросу перехода на евро, но большинство населения 53 % высказалось против, 47 % — за. При этом Дания следует рекомендациям Европейского валютного союза и обеспечивает соответствие национальной экономики Маастрихтским критериям. Национальный банк Дании поддерживает фиксированный обменный курс датской кроны к евро.
На Фарерских островах, кроме датской кроны, в обращении находится и собственная валюта — фарерская крона. В Гренландии планировалось введение гренландской кроны, однако это предложение было отклонено.

### Промышленность и энергетика
Большая часть производственных мощностей, ранее располагавшихся в столичном регионе, размещается на западе страны — в западной части Ютландии и на острове Фюн. В 2005 году экспортировалось 58 % произведённой продукции.
С 1972 года Дания разрабатывает нефте- и газоносные месторождения в Северном море (всего 19 месторождений). Часть добычи экспортируется. Основными покупателями нефти являлись Швеция и Нидерланды, газа — Германия и Нидерланды. Уголь в Дании не добывается и ввозится из-за границы. Основные экспортёры — ЮАР, Колумбия, Россия, Польша.
Дания является одним из мировых лидеров в использовании возобновляемых источников энергии — в частности, энергии ветра. В 2011 году она занимала первое место по доле доходов от использования возобновляемых источников энергии в ВВП страны. Она составляла 3,1 % или 6,5 млрд евро.
Четверть объёма продаж промышленной продукции составляет машиностроение. На долю компании «Vestas Wind Systems A/S» в 2009 году приходилось около 12,5 % мирового производства ветрогенераторов. Крупными производителями холодильного оборудования являются компании «Danfoss A/S» и «Vestfrost A/S». Группа компаний «GN Store Nord» — крупный производитель электронной продукции, входящие в этот холдинг «GN Mobile A/S» и «GN Netkom A/S» являются ведущими разработчиками беспроводных телекоммуникаций, а «GN ReSound» — один из мировых лидеров в области разработки слуховых аппаратов. Долгое время одной из ведущих отраслей промышленности Дании было судостроение, но за последнее время доля Дании в мировом производстве сократилась (с 3 % в 1980 году до 0,8 % в 2004 году). Компания «A.P. Moller-Maersk Group» владеет судостроительными мощностями и является крупнейшим в мире оператором контейнерных перевозок и третьим по величине портовым оператором. На верфи «A.P. Moller-Maersk Group» в Оденсе в 2006 году был построен самый большой в то время в мире контейнеровоз «Emma Mærsk». Помимо Оденсе, судостроительными центрами являются также Копенгаген и Ольборг.

### Транспорт

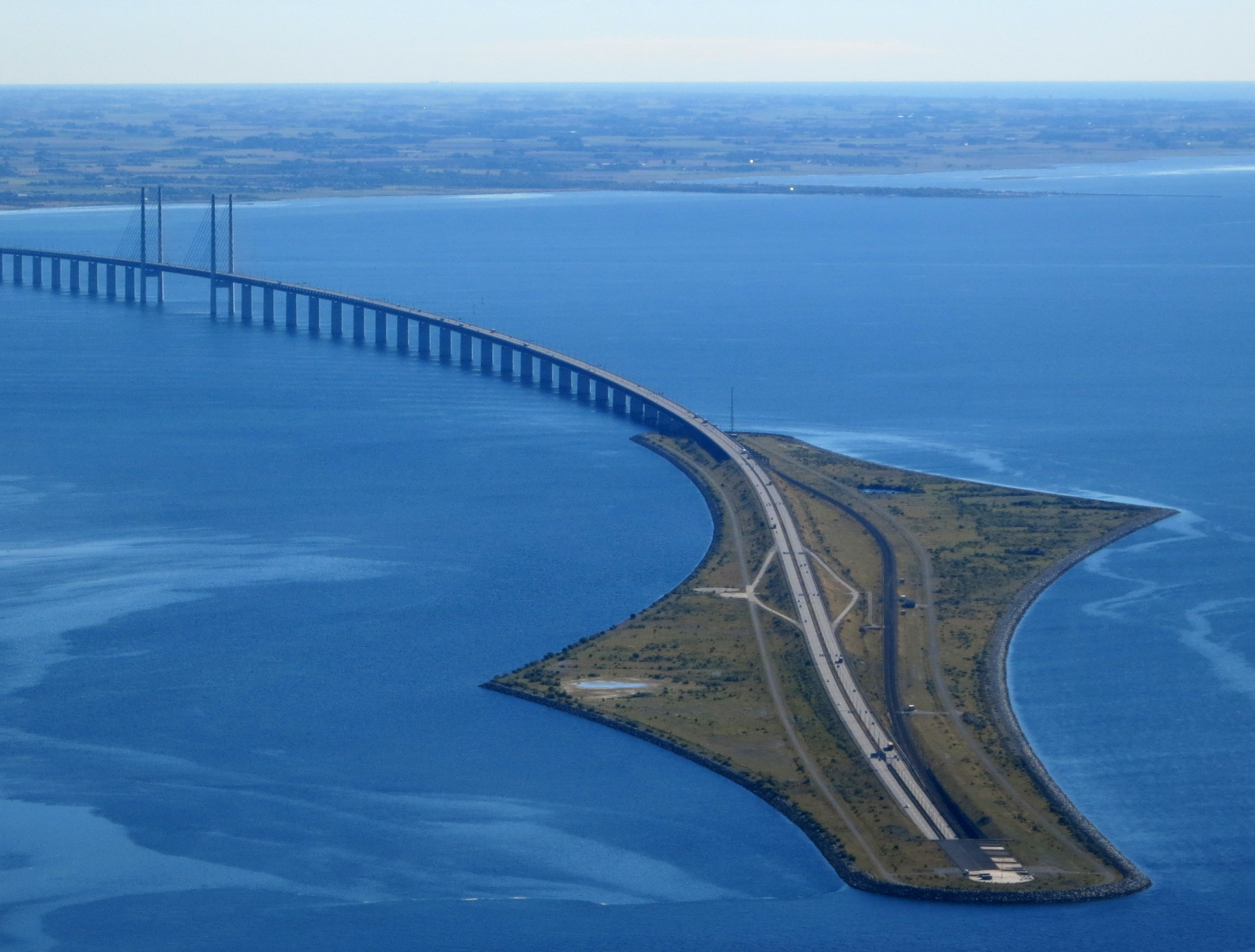
Эресуннский мост

Дания является стратегическим транспортным узлом. В 2000 году был открыт Эресуннский мост, соединивший Копенгаген и шведский город Мальмё, благодаря которому между Скандинавией и центральной Европой функционирует автомобильное и железнодорожное сообщение. С Германией, Швецией и Норвегией Дания связана регулярными паромными линиями.
По состоянию на начало 2011 года, в Дании 74 171 км автомобильных дорог, в том числе 1130 скоростных автомагистралей. Мосты через проливы Большой Бельт и Малый Бельт связывают континентальную Данию с островами Фюн и Зеландия соответственно.
Большая часть железнодорожной сети страны обслуживается государственной компанией «Danske Statsbaner», есть также частные железнодорожные перевозчики. В Копенгагене и пригородах действует система пригородно-городских поездов «S-tog», в столице также работает единственный в стране метрополитен.
В Дании расположены 28 аэропортов, 10 из которых осуществляют регулярные пассажирские перевозки. Крупнейший аэропорт — Каструп (Копенгаген); в 2010 году его пассажирооборот составил 21,5 млн человек. Крупнейшим авиаперевозчиком является авиакомпания «SAS».

## Социальная сфера

### Здравоохранение
В 2005 году расходы на здравоохранение составили 13,6 % от всех государственных расходов Дании. В 1973 году была уничтожена система медицинского страхования, и в настоящее время больничная помощь и общая врачебная практика бесплатны. Основной источник финансирования сферы здравоохранения — государственные и местные налоги. Платные медицинские услуги в 1999 году обеспечивали 16,2 % денежных поступлений, добровольное медицинское страхование — 1,4 % (его услугами пользуется около 30 % населения). Больницы, а также дома престарелых, в основном, принадлежат муниципалитетам и находятся в ведении муниципальных органов (частные больницы составляют около 1 % койко-мест). Роль правительства сводится к разработке основных направлений государственной политики и законодательному регулированию.

### Образование

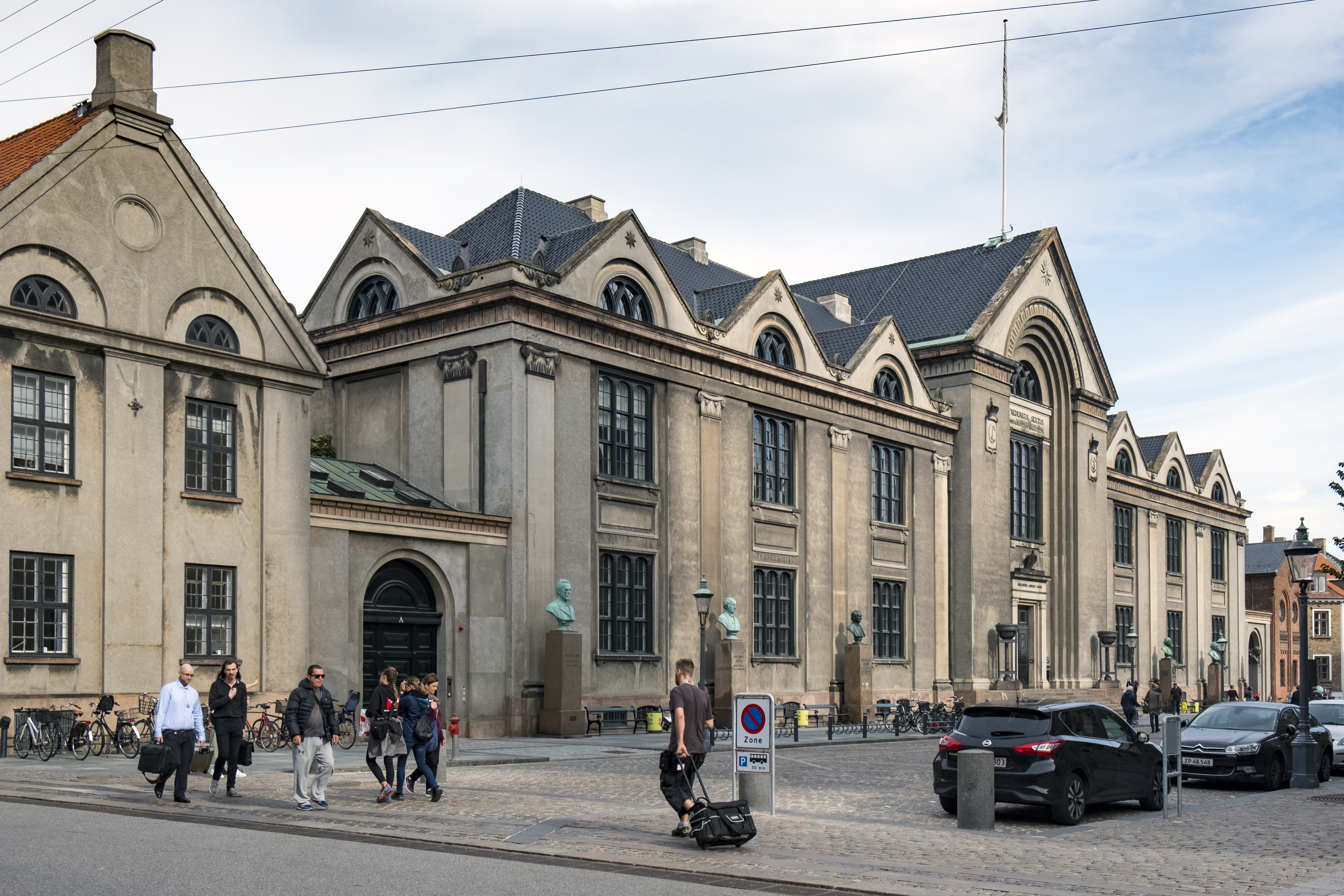
Старое здание Копенгагенского университета

В 2005 году расходы на образование составили 14,8 % всего бюджета Дании. Действующая система образования установлена Законом об образовании 2003 года. Она включает дошкольные учреждения (ясли и детские сады), общие средние школы, гимназии, народные школы для взрослых и высшие учебные заведения.
Обязательное школьное образование состоит из трёх звеньев: подготовительного класса (один год), основной школы (девять лет) и дополнительного класса для планирующих продолжить обучение в гимназии или на подготовительных курсах для поступающих в вузы. В Дании существуют государственные, частные и частично финансируемые государством школы. В государственных школах по состоянию на 2005 год училось 88 % детей.
Высшими учебными заведениями являются университеты, специализированные высшие школы и колледжи, и технические институты. Копенгагенский университет был основан в 1479 году, Технический университет Дании в Люнгбю-Торбек — в 1829 году. С 1916 года кафедру теоретической физики Копенгагенского университета возглавлял один из крупнейших физиков XX века Нильс Бор, в 1920 году он основал Институт теоретической физики, позднее получивший имя Бора. До Второй мировой войны Дания была одним из мировых центров изучения физики атома.

## Культура

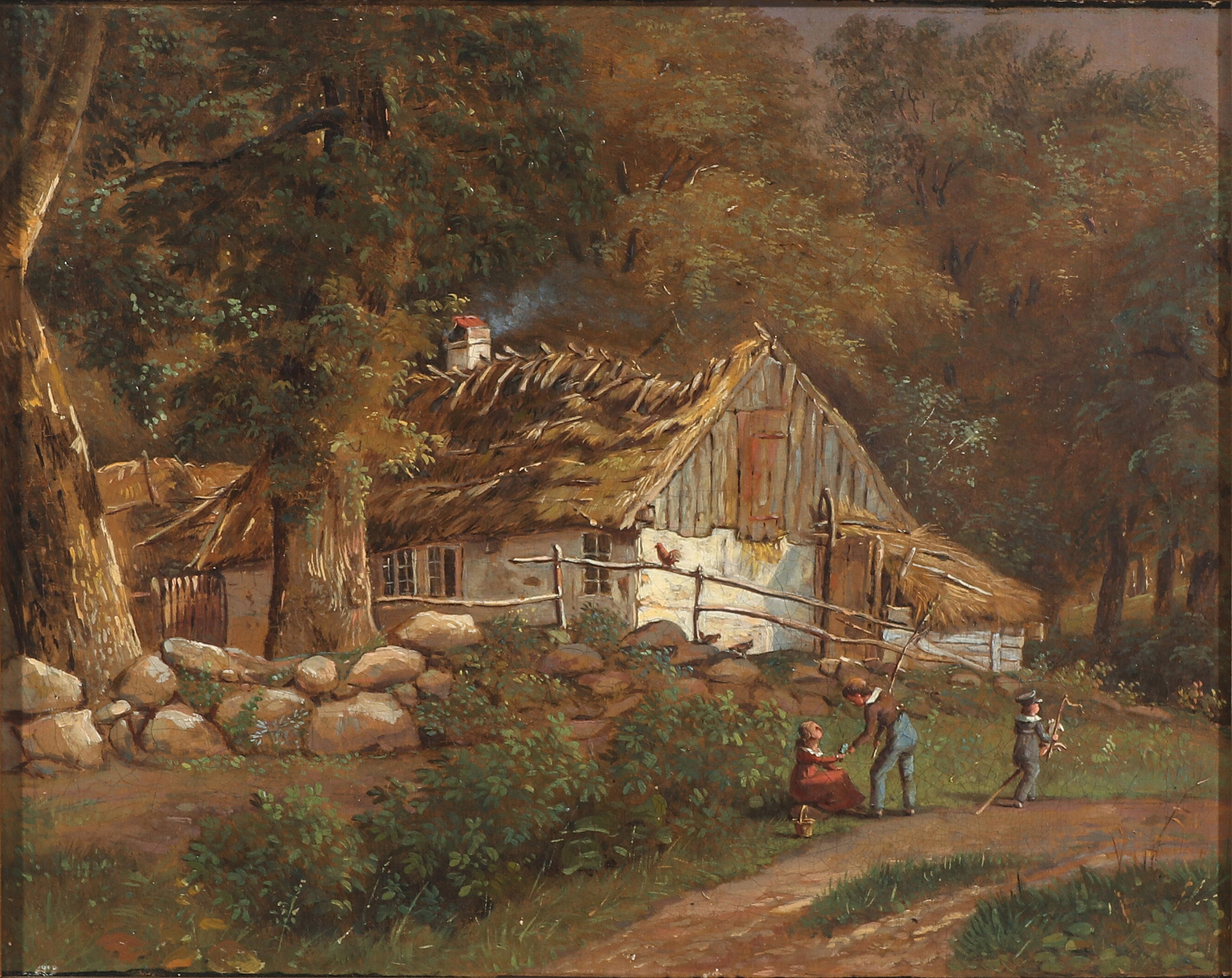
Полотно Йенса Петера Мёллера

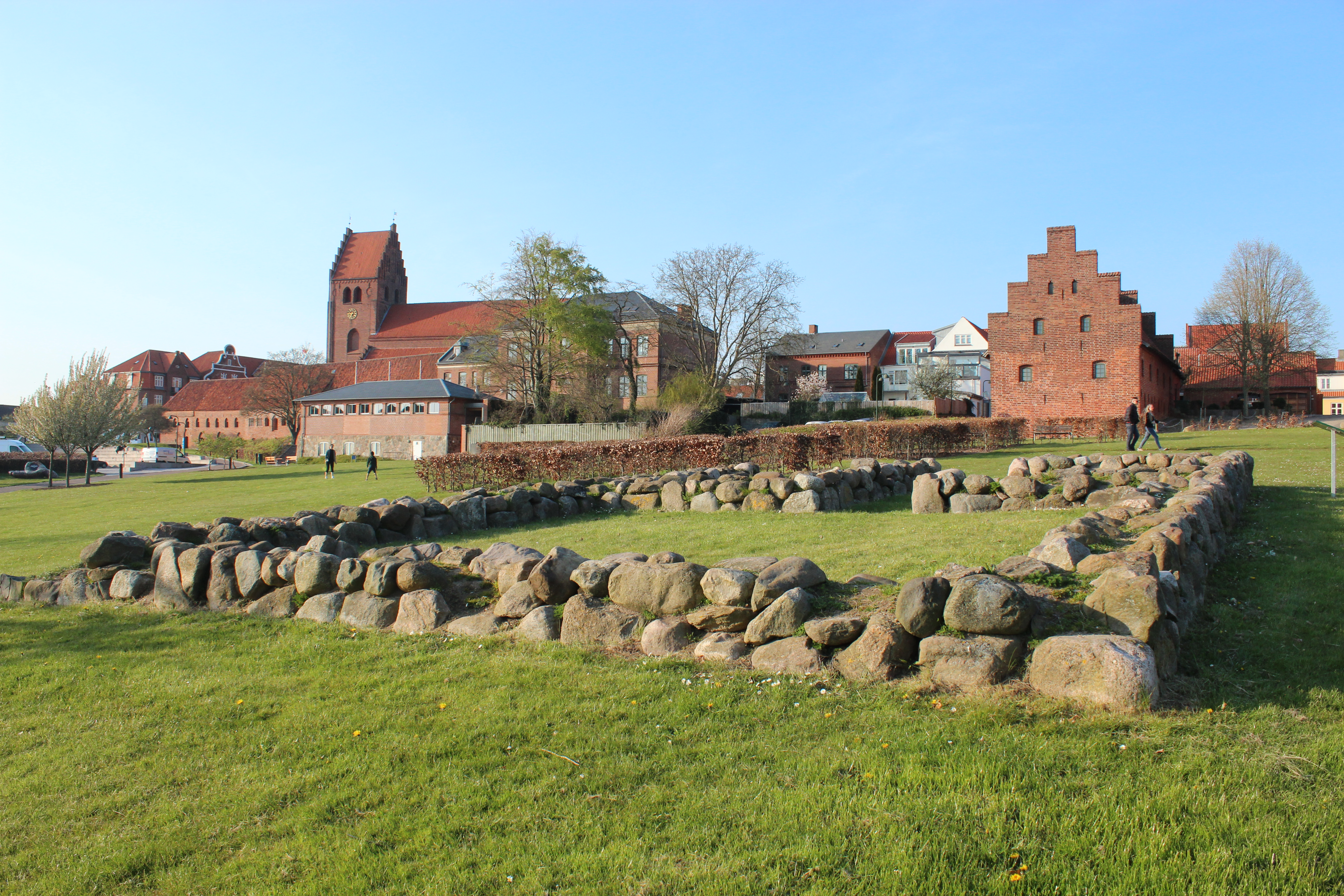
Постройки в Нестведе

### Достопримечательности

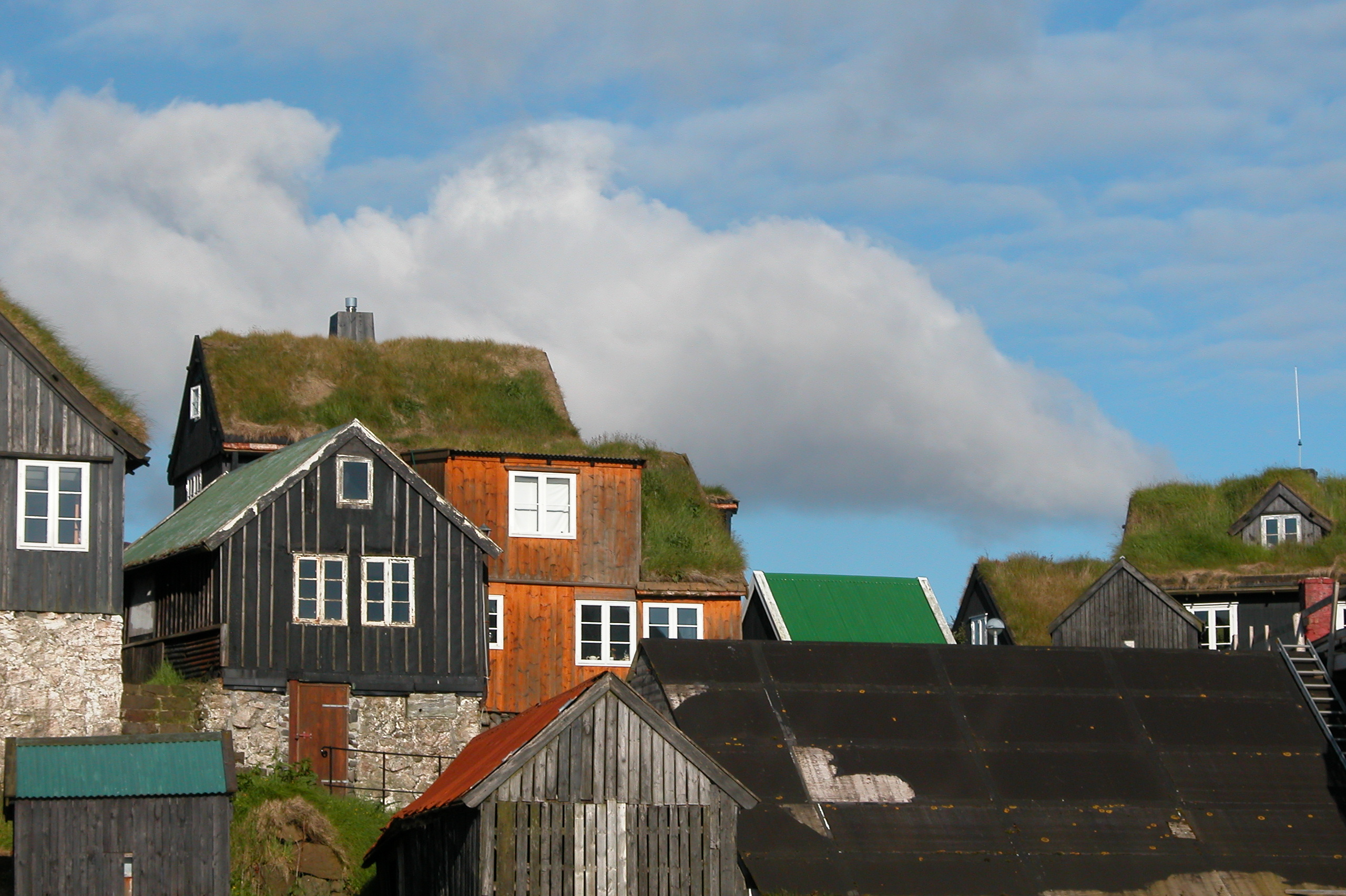
Старинные дома в г. Торсхавн

От эпохи викингов остались памятники — крепости Треллеборг (дат. Trelleborg), Аггерсборг (дат. Aggersborg), Фюркат (дат. Fyrkat) и Линнхольм-Хойе (дат. Lindholm Høje).
С X века строились деревянные, а с XI — каменные базилики. Самые известные соборы — в Виборге и в Рибе, церковь в Калунборге и замки Себорг и Вординборг — в романском стиле, соборы в Роскилле и Оденсе — в готическом.
Известны замки Фредериксборг около города Хиллерёд и Кронборг в Хельсингёре (Эльсинор), куда Шекспир поместил действие пьесы «Гамлет».
При Кристиане IV (1588—1648) появились дома в стиле барокко и, построенные чуть позже, в стиле рококо. Король подражал архитектуре Амстердама, восхищаясь её.
В Копенгагене объявлены памятниками культуры Академия художеств (1745), дворец Кристиансборг, крепость Цитадель, охотничий дворец Розенборг (XVII) и пр. Всемирно известна также статуя Русалочки в порту Копенгагена, персонажа сказки Андерсена, ставшая, подобно парижской Эйфелевой башне, символом страны.

### Литература

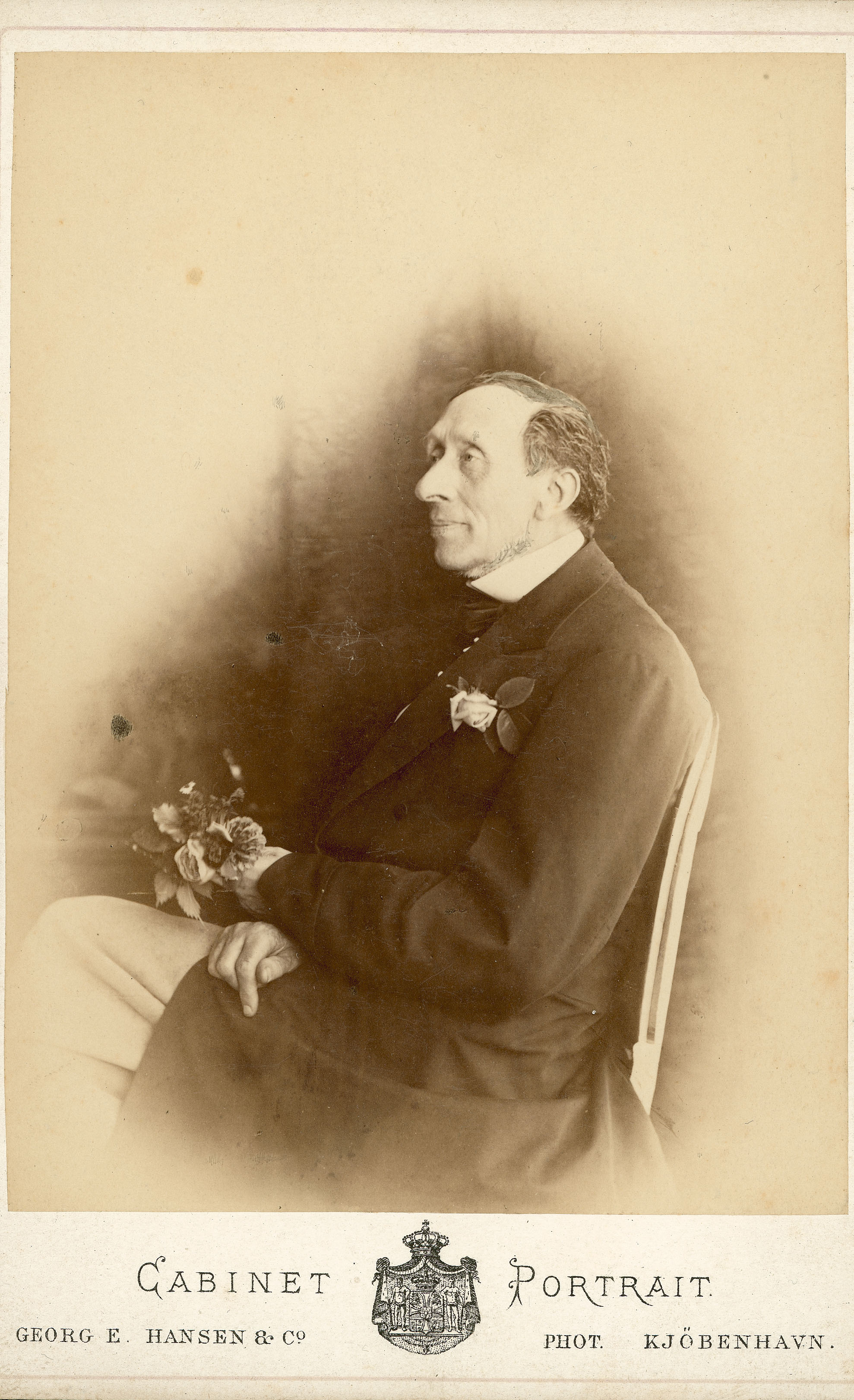
Ханс Кристиан Андерсен

### Музыка
В Средние века в Дании были популярны песни скальдов, позднее с христианизацией страны распространение получили григорианские хоралы.
В XVI веке классическая музыка в Дании развивалась под влиянием нидерландской школы. Тогда же создавались первые придворные капеллы. До конца XVIII века в датской музыке лидирующее положение занимали иностранцы: крупным композитором барокко был Дитрих Букстехуде, первые оперы на датском языке сочинил Джузеппе Сарти. В XIX веке сложился датский музыкальный романтизм, течение, отличительной чертой которого была опора на национальную культуру. Его яркими представителями были Нильс Гаде и Йоханн Хартман. В 1867 году была основана Королевская Датская консерватория. Классиком датской музыки и основоположником датской композиторской школы XX века считается Карл Нильсен.
В конце XX — начале XXI века наиболее успешные датские музыканты — поп-группы «Aqua» и «Alphabeat», рок-группы «Mew», «Kashmir» и «Michael Learns to Rock», исполнитель хэви-метал King Diamond. Дания с 1956 года участвовала в конкурсе Евровидение и побеждала трижды: в 1963 году первое место занял дуэт Греты и Йёргена Ингманнов, в 2000 году — дуэт Olsen Brothers, а в 2013 году — Эммили де Форест.
Сейчас одной из самых известных и успешных певиц Дании является Аура Дион (Aura Dione).

### Кинематограф
В начале XX века Дания была одним из флагманов мирового кинематографа. В 1906 году была основана компания «Nordisk Film», существующая по сей день. В 1919 году дебютировал в качестве режиссёра Карл Теодор Дрейер, один из самых ярких европейских режиссёров первой половины XX века. Звездой немого кино была актриса Аста Нильсен. В 1920 году был создан первый датский мультфильм «Три человечка». В 1930-х кинопроизводство сократилось, так как не могло конкурировать с продукцией Голливуда.
После Второй мировой войны появилось большое количество фильмов, главной темой которых была оккупация Дании нацистами. «Красные луга» Бодиль Ипсен и Лау Лауритцена-младшего получили приз Каннского кинофестиваля. В конце 1970-х был принят закон о государственной поддержке кинематографа, что придало стимул кинопроизводству в стране, а снятые в конце 1980-х фильмы «Пелле-завоеватель» и «Пир Бабетты» были удостоены многочисленных наград по всему миру. Датские режиссёры Ларс фон Триер и Томас Винтерберг, создатели манифеста «Догма 95», вывели на новый уровень малобюджетное кино.

### Спорт

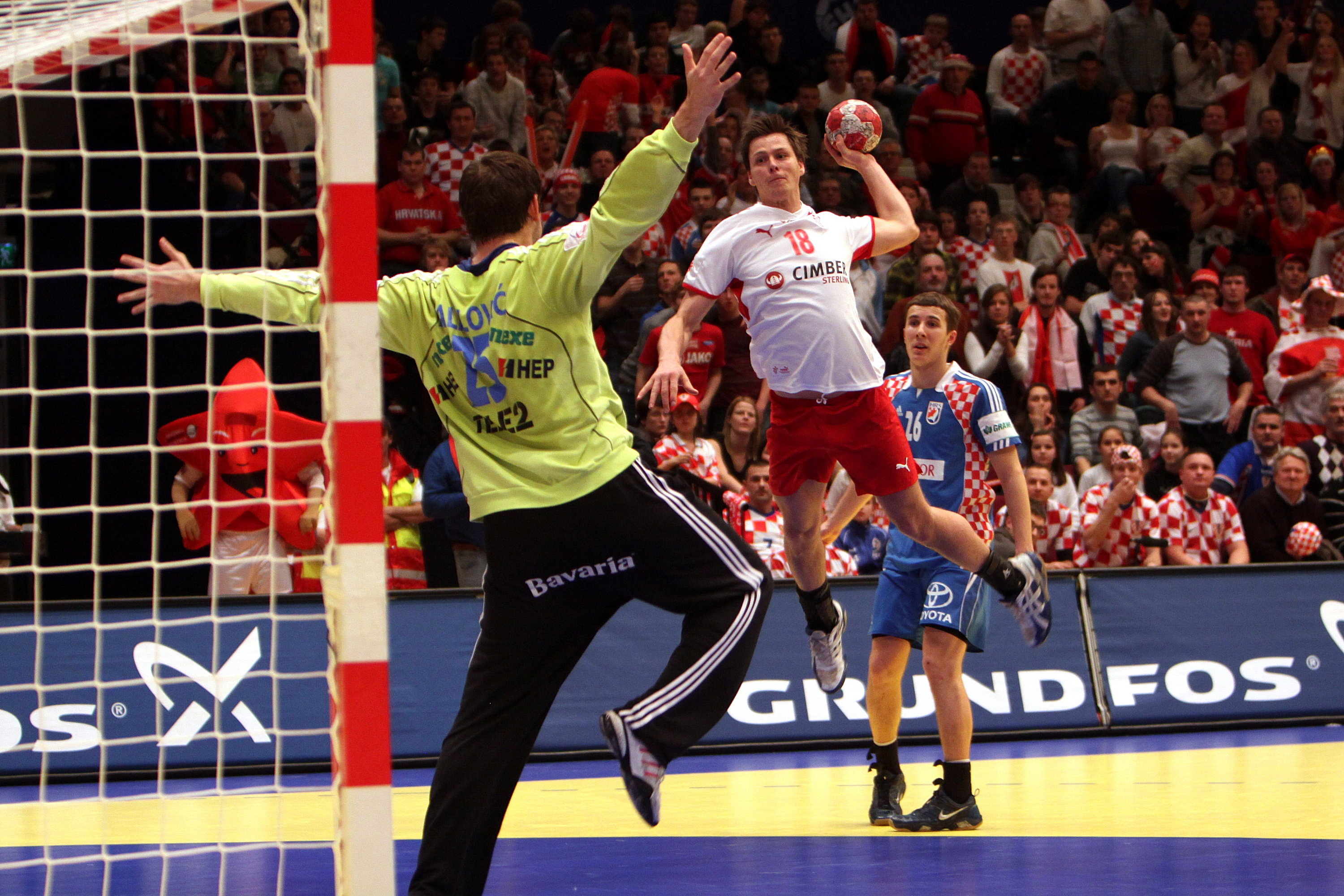
Гандболист Ханс Линдберг атакует ворота сборной Хорватии на чемпионате Европы 2010 года

Наиболее популярные виды спорта в Дании — футбол, бадминтон, гандбол, лёгкая атлетика, парусный спорт, велосипедный спорт. Высшим достижением сборной Дании по футболу стала победа на чемпионате Европы по футболу 1992 года. Наиболее популярные клубы — «Брондбю» и «Копенгаген». Самостоятельно выступает в соревнованиях УЕФА (с 1990 года) и ФИФА сборная Фарерских островов. Женская сборная Дании по гандболу выиграла Олимпийские игры в 1996 и 2004 годах. Мужская национальная команда побеждала на чемпионате Европы 2008 года и занимала второе место на чемпионатах мира 1967 и 2011 годов.
Национальный олимпийский комитет Дании образован в 1905 году. Команда Дании выступала на всех летних Олимпиадах кроме игр 1904 года и на всех зимних Олимпиадах начиная с 1948 года. Национальная команда завоевала, в общей сложности, 171 медаль летних Олимпийских игр, в том числе 42 золотых и одну серебряную медаль зимних Олимпиад. Яхтсмен Пауль Эльвстрём участвовал в восьми Олимпиадах и четыре раза на них побеждал.
Выходец из Кении легкоатлет Уилсон Кипкетер, принявший датское гражданство, в 1990-х годах трижды выигрывал чемпионат мира в беге на 800 метров. В число сильнейших шахматистов мира своего времени входили Арон Нимцович и Бент Ларсен. Теннисистка Каролина Возняцки по итогам 2010 и 2011 года занимала первое место в рейтинге WTA.
В Дании в разное время состоялись чемпионаты мира по велосипедному спорту, гребле на байдарках и каноэ, конному спорту, парусному спорту, спортивной гимнастике, организовывались ежегодные турниры по теннису и шахматам. На копенгагенском стадионе «Паркен» проходили финалы Кубка кубков и Кубка УЕФА по футболу.
В 2018 году в Дании впервые в истории прошёл чемпионат мира по хоккею.
Датский автогонщик Том Кристенсен является самым титулованным пилотом в истории гонки «24 часа Ле-Мана»: он выиграл её 9 раз. Также победителем «24 часов Ле-Мана» является датский автогонщик Джон Нильсен. Несколько датских автогонщиков принимали участие в чемпионате мира Формулы-1. Самым успешным среди них является действующий пилот серии Кевин Магнуссен, занявший 2 место в своей дебютной гонке — Гран-при Австралии 2014 года.

## Средства массовой информации
Телерадиовещание делится на общественное и коммерческое. Общественный вещатель — DR («Danmarks Radio» — «Радио Дании»), включающий в себя телеканалы DR1 (во всей стране) и DR2 (в Столичной области) и радиостанции DR P1, DR P2, DR P3, DR P4, и TV 2, включающий в себя одноимённый телеканал (в Центральной Ютландии), коммерческие телеканалы — Kanal København (в Столичной области) и 6’eren (в Столичной области и Центральной Ютландии), коммерческие радиостанции — Nova fm (во всей стране), Radio24syv (в Столичной области, Центральной Ютландии и Фюне), The Voice (в Центральной Ютландии и на Фюне), Radio 100 (на Фюне), Radio Update и Pop FM (в Столичной области).